# Reggia di Caserta
La reggia di Caserta è una residenza reale, storicamente appartenuta ai Borbone delle Due Sicilie, ubicata a Caserta. Voluta da Carlo di Borbone, la posa della prima pietra, che diede l'avvio ai lavori di costruzione, si ebbe il 20 gennaio 1752, su progetto di Luigi Vanvitelli: a questo seguirono il figlio Carlo e altri architetti. La reggia venne conclusa nel 1845.
Assieme all'acquedotto Carolino e al belvedere di San Leucio, è stata inserita dall'UNESCO, nel 1997, nella lista dei patrimoni dell'umanità. Costituisce, inoltre, uno dei musei statali italiani, a cui, nel 2016, è stata concessa l'autonomia speciale dal Ministero della cultura.
Nel 2023 la reggia di Caserta ha fatto registrare 1 028 292 visitatori.

## Storia

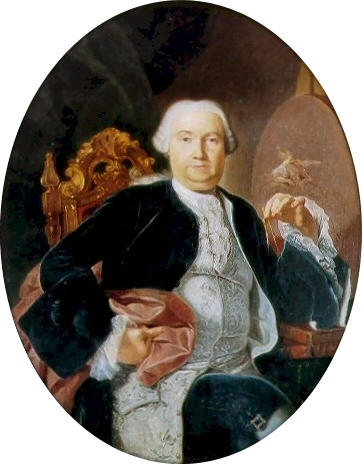
Luigi Vanvitelli, l'architetto della reggia

Il 15 maggio 1717 George Berkeley descrisse una villa, posta a circa mezzo miglio dall'abitato di Caserta, in condizioni di degrado e abbandono:
(George Berkeley)
Nel 1751 Carlo acquistò dalla famiglia Caetani di Sermoneta il feudo di Caserta, comprendente anche la villa, con l'idea di istituire in questo luogo il nuovo centro amministrativo del regno, in un luogo generalmente considerato sicuro, lontano dalle eruzioni del Vesuvio e dagli attacchi dei corsari barbareschi, come quello del 1742, operato dai britannici, adeguandosi allo stesso tempo ai canoni dell'urbanistica illuministica già presente in centri come Vienna o Parigi: il nuovo palazzo avrebbe dovuto essere completamente autosufficiente, con accanto un nucleo urbano produttivo. Già prima dell'acquisto dell'appezzamento nel 1750, il re aveva scelto Luigi Vanvitelli come architetto, dopo aver avuto il permesso da papa Benedetto XIV, dato che questo era impegnato nel restauro della basilica della Santa Casa di Loreto: il progetto della reggia, con annesso giardino, giunse a Napoli il 22 novembre 1751. Il giorno del trentaseiesimo compleanno del re, il 20 gennaio 1752, iniziarono i lavori, con la cerimonia della prima pietra, alla presenza del Nunzio pontificio Vanvitelli, che a sua volta pose una seconda pietra con la scritta:
(Luigi Vanvitelli)
ricorda nei suoi scritti la cerimonia:
(Luigi Vanvitelli)
Nel cantiere della reggia furono utilizzati operai e schiavi: nel 1760 si contavano oltre duemila uomini. Tutti i prodotti adoperati nella costruzione furono prelevati o prodotti nelle zone circostanti, come il tufo da San Nicola la Strada, la calce da San Leucio, il marmo grigio da Mondragone, la pozzolana da Bacoli e il travertino da Bellona: fanno eccezione il marmo bianco di Carrara e il ferro di Follonica.
Fino al momento in cui il re lasciò Napoli per ritornare in Spagna, nel 1759, e a cui succedette Ferdinando IV, i lavori procedettero celermente, per poi subire un rallentamento: nel 1764 si arrestarono per un'epidemia di colera e una carestia, stessi eventi che si verificarono anche l'anno successivo. Nel 1773 morì Luigi Vanvitelli e la costruzione non era ancora terminata: il prosieguo dell'opera venne affidato al figlio Carlo. Nonostante fosse incompleta, la reggia cominciò a essere abitata dal 1789: Giuseppe Maria Galanti, nello stesso anno, affermò che i lavori fossero già costati sette milioni di ducati e che nel cantiere fossero impegnate oltre duemila persone. Con la proclamazione della Repubblica Napoletana nel 1799, la reggia, così come le altre proprietà della Corona, vennero espropriate: pur non subendo gravi danni, venne depredato il mobilio, recuperato poi a seguito della Restaurazione. L'opera di costruzione continuò anche durante il decennio francese, come si legge in uno scritto di Stendhal:
(Stendhal)

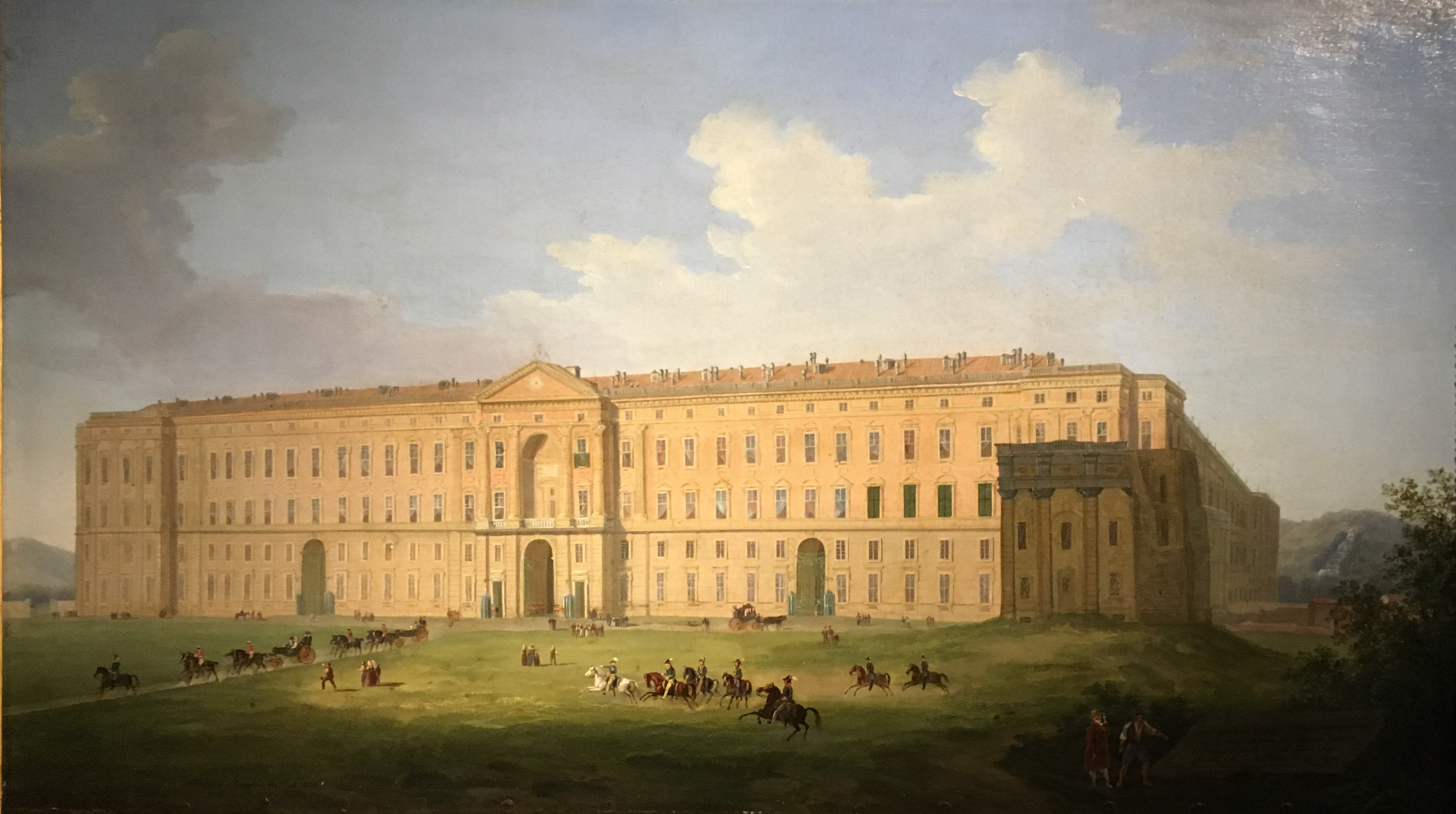
La reggia in un dipinto di Salvatore Fergola

Carlo Vanvitelli morì nel 1821 e gli succedettero altri architetti: la reggia venne completata nel 1845; rispetto al disegno originario, per le sopraggiunte difficoltà economiche, vennero eliminate dal progetto le torri angolari, la cupola centrale e gli alloggiamenti per le guardie che dovevano racchiudere la piazza antistante.
Nella reggia, il 22 maggio 1859, morì Ferdinando II delle Due Sicilie. L'anno successivo, precisamente il 21 ottobre 1860, dal palazzo, Giuseppe Garibaldi scrisse al re Vittorio Emanuele II di Savoia per consegnargli la provincia della Terra di Lavoro.
Nel 1919 l'intero complesso passò da bene reale al demanio statale. Subì diversi danni durante la seconda guerra mondiale; nell'ottobre 1943 divenne quartier generale degli alleati, mentre il 27 aprile 1945 la Germania nazista vi firmò la resa incondizionata alle forze anglo-americane in Italia, sancendo la fine del conflitto nella penisola. Nel 1997 il complesso della reggia di Caserta venne dichiarato dall'UNESCO patrimonio dell'umanità.

## Descrizione

### Palazzo reale

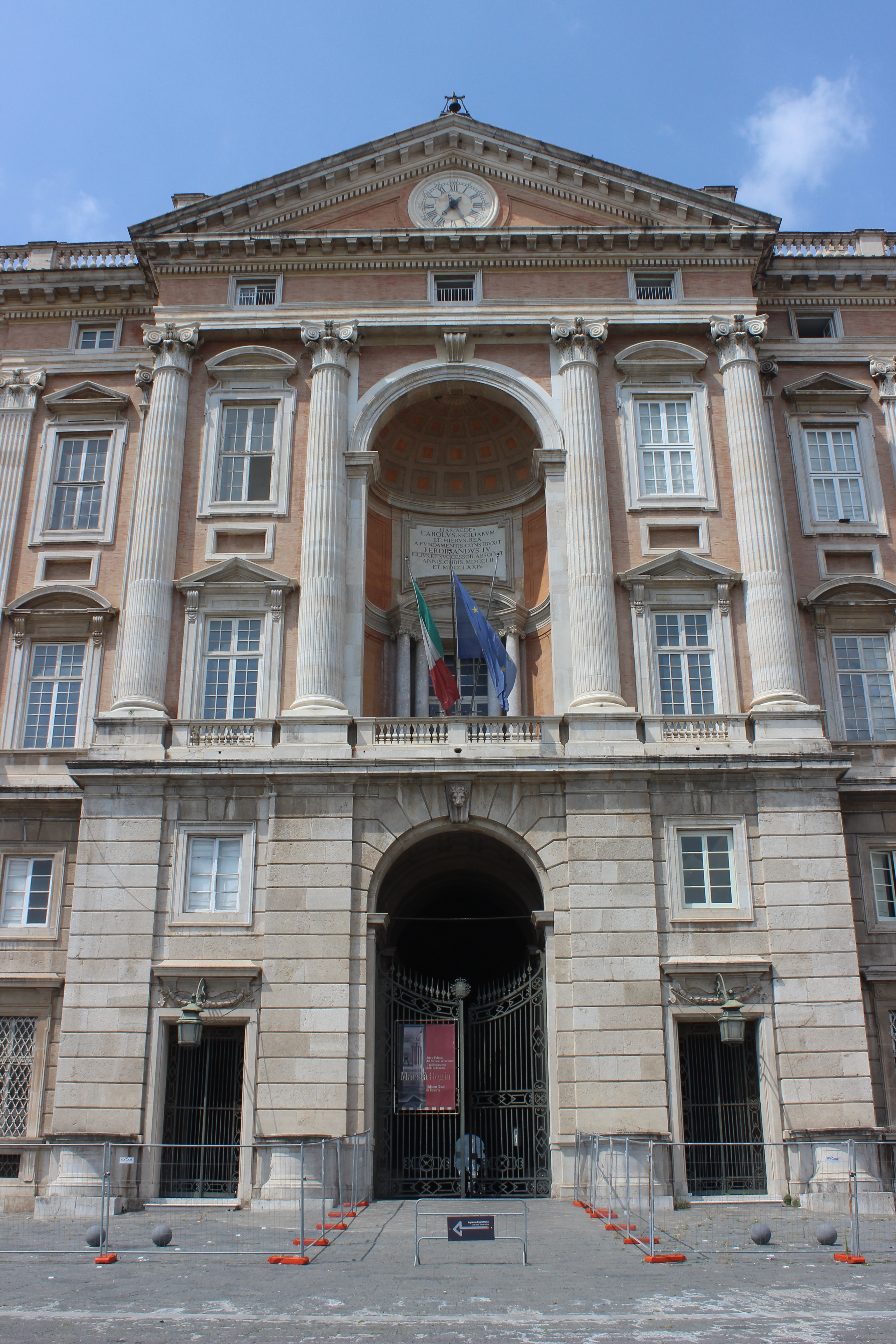
Ingresso principale

La reggia di Caserta è ubicata presso l'estremità occidentale di Caserta, città che deve il suo sviluppo al complesso reale: infatti, l'antico centro di Caserta è da ritrovare in quella che è stata poi denominata Casertavecchia, mentre l'odierna città era, prima della costruzione della reggia, un villaggio denominato La Torre, nome derivante da una torre degli Acquaviva d'Aragona.
La piazza antistante ha una forma ellittica e ospitava le parate militari: secondo il progetto, ai lati, dovevano sorgere gli alloggiamenti per le guardie reali, poi non realizzate. Nel 1789 Giuseppe Maria Galanti, visitando il palazzo non ancora completato, scriveva:
(Giuseppe Maria Galanti)
Nella piazza doveva giungere un viale, lungo circa quindici chilometri, che collegava il palazzo direttamente a Napoli, anch'esso parzialmente realizzato.
Il palazzo reale ha una superficie di 47 000 metri quadrati: la sua lunghezza è di 247 metri, una larghezza di 190 e un'altezza di 41; ha forma rettangolare con quattro cortili interni con angoli smussati di 45 gradi, ognuno con una lunghezza di 74 metri per una larghezza di 52; nel punto d'incontro tra i due bracci, dove, nel progetto originario, doveva sorgere una cupola, si trova una lanterna. I piani sono cinque: terreno, mezzanino, piano nobile, secondo piano e attico, oltre a un piano sotterraneo, illuminato tramite feritoie, che ospitava cantine, cucine e officine. Internamente sono dislocate 1 200 stanze, 34 scale, mentre le finestre sono 1 742.
Nei sotterranei del palazzo è ospitato il Museo dell'Opera e del Territorio.

#### Facciata
La facciata è realizzata in laterizi, travertino di Santo Iorio e marmi provenienti da Carrara, dalla Sicilia e dall'Italia meridionale: in particolare, il piano terra e il primo piano hanno un basamento in bugnato, il piano nobile e il secondo sono caratterizzati da semicolonne e lesene, le finestre dell'ultimo piano sono collocate all'interno di una trabeazione, mentre il cornicione è protetto da una balaustra. Lo stesso schema lo si ritrova nella facciata interna, con l'aggiunta di paraste intorno alle finestre del primo e secondo piano. Nel progetto originario erano previste, ai quattro angoli della facciata, quattro torri, poi mai realizzate, che avrebbero fatto somigliare il palazzo di Caserta al monastero dell'Escorial. A conferma di questo Galanti scriveva:
(Giuseppe Maria Galanti)
Le finestre della facciata principale sono 245 e tre ingressi: l'ingresso principale è caratterizzato, ai lati, da quattro basi, che avrebbero dovuto ospitare quattro statue mai eseguite raffiguranti Magnificenza, Giustizia, Clemenza e Pace, così come quella di Carlo III che avrebbe dovuto essere alloggiata nella nicchia sovrastante il portone principale, il quale risulta inquadrato in colonne binate, reca un'epigrafe con le date di costruzione della reggia e commemora la memoria di Carlo e Ferdinando IV.

#### Vestibolo inferiore
Superato il portone d'ingresso centrale ci si immette nella Galleria interna, chiamata anche Cannocchiale, in quanto consente una vista prospettica sul parco con le fontane, fino alla cascata artificiale del monte Briano; la galleria ha tre navate: quella centrale era utilizzata per le carrozze, mentre le due laterali per i pedoni.
Al centro della galleria è il vestibolo inferiore: ha pianta ottagonale e permette di avere una visuale su tutti e quattro i cortili; da uno dei cortili, sul lato occidentale, si accede al teatrino di corte, unica parte della reggia interamente completata, anche nelle decorazioni, da Luigi Vanvitelli. In una nicchia del lato sinistro del vestibolo è posta una statua in marmo raffigurante Ercole a riposo, dell'altezza di tre metri, in origine attribuita ad Andrea Violani, per poi scoprire essere proveniente dalle terme di Caracalla e arrivata a Napoli insieme al resto della collezione Farnese nel 1766; le altre statue che adornano il vestibolo sono Venere e Germanico di Andrea Violani e Apollo e Antinoo di Pietro Solari.

#### Teatrino di corte
Costruito in circa dieci anni, il teatrino di corte venne inaugurato nel 1769, diventando l'unico ambiente della reggia ad essere stato completamente ultimato, anche nelle decorazioni, da Luigi Vanvitelli. Ha una forma a ferro di cavallo con cinque ordini di palchetti; la volta presenta un affresco di Crescenzo Gamba, Apollo che calpesta il pitone, mentre il palcoscenico ha sfondo mobile in modo tale da potersi aprire direttamente sul parco.

#### Scalone

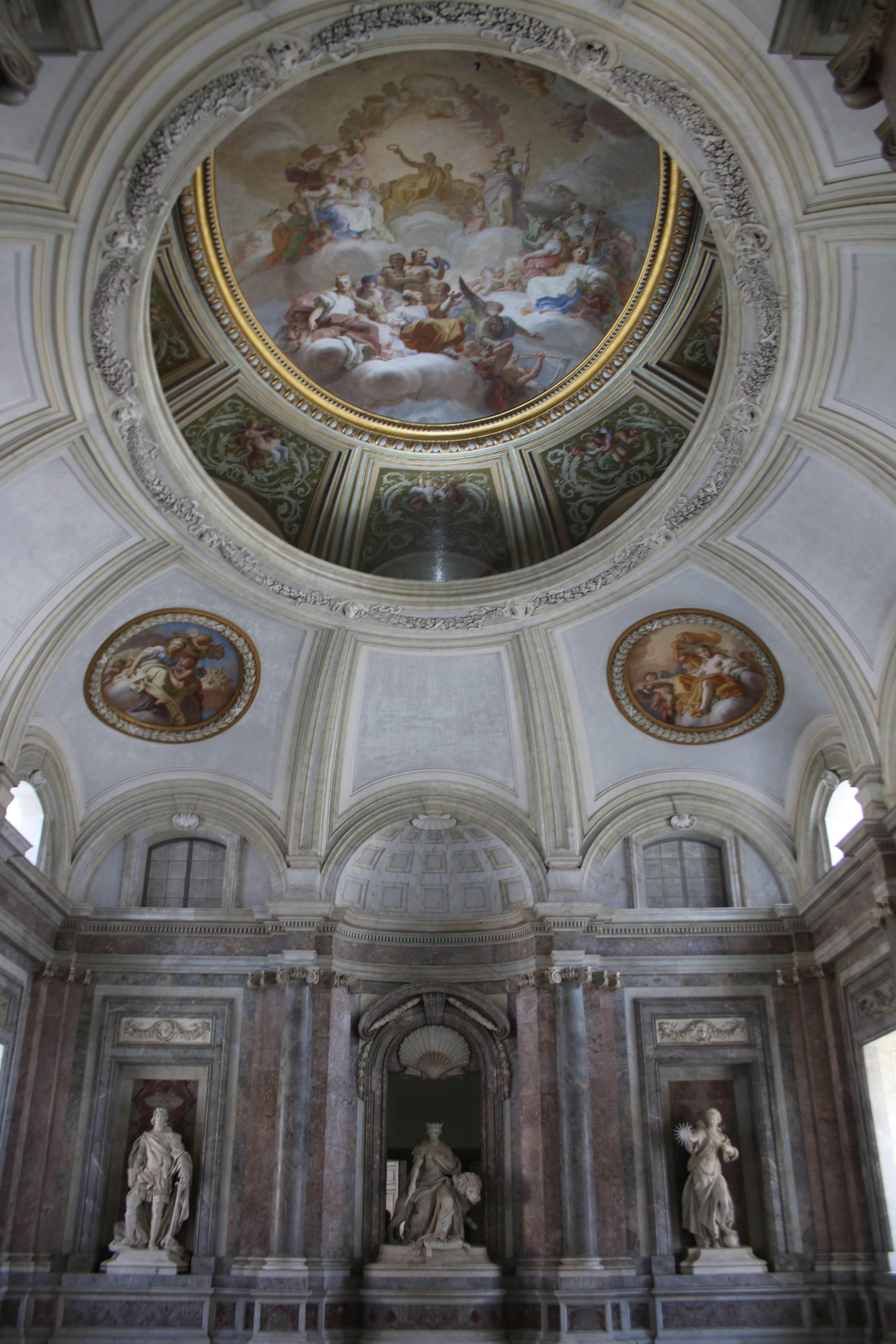
Volta dello scalone

Sul lato destro del vestibolo si apre lo scalone che conduce all'interno del palazzo: formato da un totale di centosedici gradini in marmo bianco di Carrara, lo scalone è composto da una rampa centrale che termina su un pianerottolo, da cui si dipartono altre due rampe parallele che giungono al vestibolo superiore. L'intero ambiente è decorato alle pareti con marmi colorati, con l'aggiunta di colonne in marmo di Billiemi, e l'illuminazione è consentita tramite ventiquattro finestre. La rampa centrale termina con due Leoni, realizzati da Paolo Persico e Tommaso Solari, che stanno a simboleggiare la forza delle armi e della ragione.
La parete di fondo è contraddistinta da tre nicchie che ospitano tre statue in gesso, che in origine dovevano essere in marmo, raffiguranti al centro Maestà Regia, nella figura di Carlo di Borbone con in una mano uno scettro che reca sulla punta un occhio aperto a simboleggiare la conoscenza del re su ciò che comanda, a sinistra Merito, un giovane con in testa una corona d'alloro e spada nel fodero, e a sinistra Verità, una donna con in mano un sole splendente: le sculture sono rispettivamente opera di Tommaso Solari, Andrea Violani e Gaetano Salomone. La volta è affrescata con Reggia di Apollo, di Girolamo Starace Franchis, contornata da medaglioni che raffigurano le Stagioni, mentre l'illuminazione è data da quattro finestroni. Sulla scala Domenico Bartolini nel 1827 scriveva:
(Domenico Bartolini)

#### Vestibolo superiore
Il vestibolo superiore, replica di quello sottostante, è anch'esso a pianta ottagonale, con ventiquattro colonne: queste sono ripartite in otto colonne centrali di forma trapezoidale in brecciolina rossa che sorreggono la volta e sedici colonne in ordine ionico in brecciolina gialla del Gargano. In epoca borbonica, al di sopra della volta del vestibolo, sedeva l'orchestra, che con la sua musica accoglieva gli ospiti al palazzo.
Dal vestibolo superiore si ha accesso sia alla cappella Palatina, la quale è stata consacrata il 25 dicembre 1784 e conserva sull'altare maggiore una tela raffigurante l'Immacolata Concezione, opera di Giuseppe Bonito, sia agli appartamenti reali.

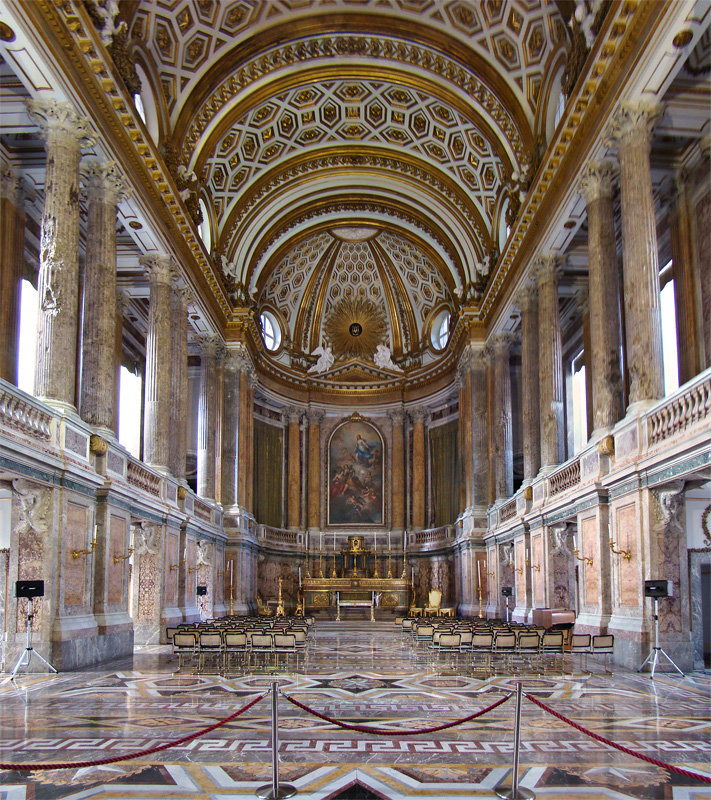
Cappella Palatina

Le sale degli appartamenti reali, situate sul piano nobile, furono decorate tra il XVIII e il XIX secolo: in particolare, quelle abbellite nel XVIII secolo presentano una decorazione in rococò, mentre quelle del XIX secolo in stile Impero.
La sala degli Alabardieri venne progettata da Luigi Vanvitelli e completata da suo figlio Carlo: la volta è affrescata con Le armi di Casa Borbone sostenute dalla virtù, di Domenico Mondo del 1789, e il cui bozzetto è conservato presso il Museo del Louvre. Sia le porte sia le finestre sono incorniciate in marmo e sormontate da decorazioni in stucco, che raffigurano armi e trofei, realizzate da Andrea Calì e Angelo Maria Brunelli. Tommaso Bucciano tra il 1787 e il 1789 ha scolpito gli otto busti femminili in scagliola, che riproducono l'Allegoria delle arti, posizionate sul registro superiore delle pareti. Il mobilio risale al XVIII secolo ed è composto da sgabelli e consolle di manifattura napoletana: sulle consolle sono posti busti in marmo delle regine, tra cui Maria Carolina d'Asburgo, realizzato da Konrad Heinrich, Maria Isabella, Maria Cristina di Savoia e Maria Sofia di Wittelsbach.
La sala delle Guardie del Corpo è anche chiamata Sala degli Stucchi per le decorazioni in stucco alle pareti, le quali sono arricchite con lesene in ordine dorico che sorreggono un cornicione: la volta è affrescata con La Gloria del Principe e le dodici province del Regno, di Girolamo Starace Franchis del 1785. L'arredo è composto da un camino opera di Carlo Beccalli, quattro consolle a mezzo tondo di manifattura napoletana del XVIII secolo su cui sono posti i busti di Ferdinando I, di Antonio Canova, Francesco I, di Giuseppe Del Nero, Ferdinando II e Francesco II, di ignoti, e sgabelli in stile Impero che vennero trasferiti alla reggia dal palazzo delle Tuileries di Parigi, per volere di Gioacchino Murat durante l'occupazione francese. I dodici bassorilievi posizionati lungo la pareti, che raffigurano episodi della seconda guerra punica, furono realizzati tra il 1786 e il 1789 da Gaetano Salomone, Tommaso Bucciano e Paolo Persico; inoltre, al centro della parete di destra, è collocata la scultura in marmo Alessandro Farnese incoronato dalla Vittoria: l'opera, commissionata da Odoardo Farnese, faceva parte della collezione Farnese e venne trasferita alla reggia di Caserta per volere di Ferdinando IV nel 1789.

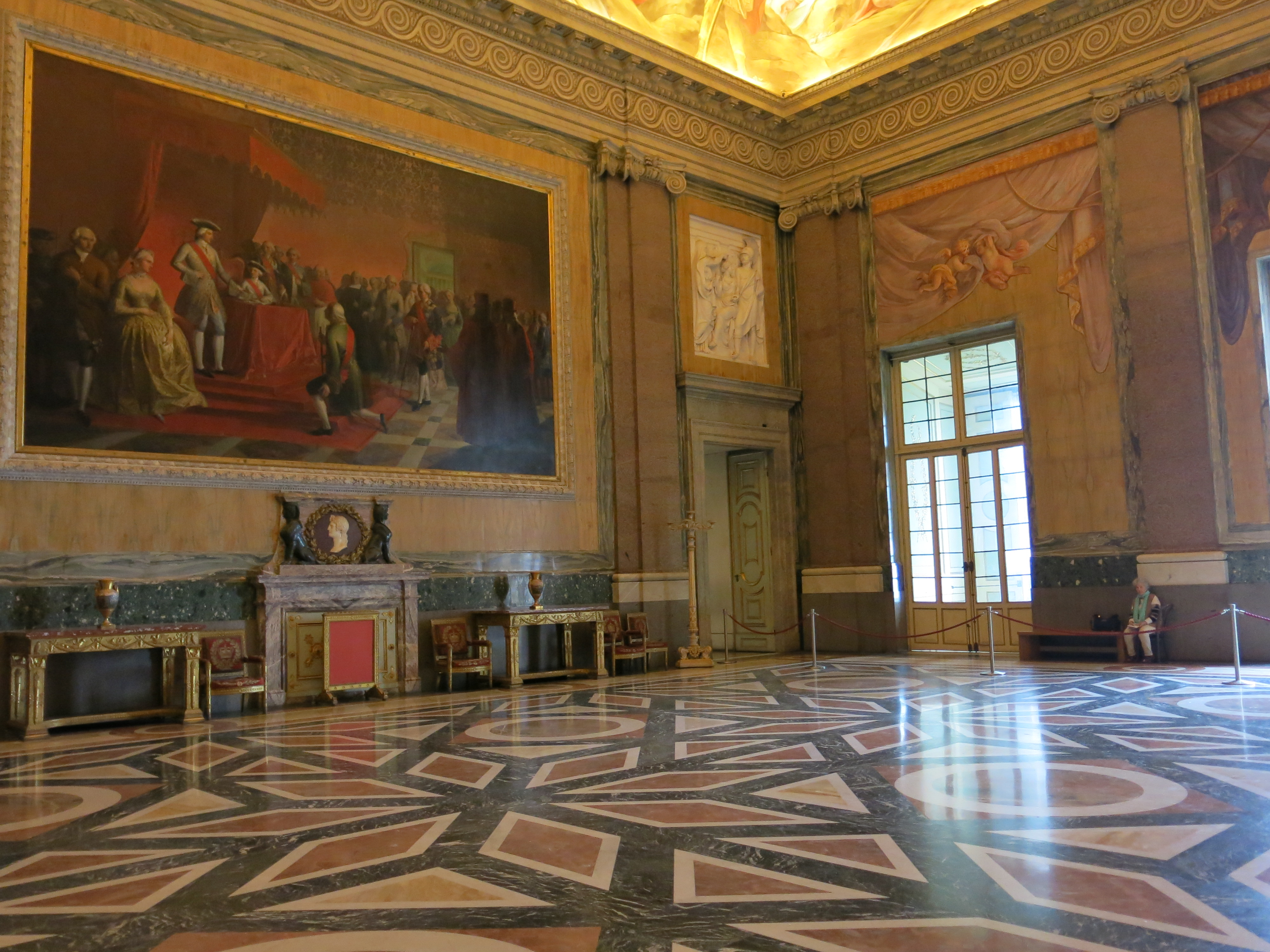
Sala di Alessandro

La sala di Alessandro è posta esattamente al centro della facciata della reggia. Conserva le decorazioni iniziali di Carlo Vanvitelli, anche se è stata rimaneggiata durante l'epoca murattina, quando fu adibita a sala del trono: il trono di Murat venne realizzato da Georges Jacob per Napoleone Bonaparte ed era composto da una sedia, un poggiapiedi, una poltrona e uno sgabello. Ulteriori modifiche si ebbero durante il regno di Ferdinando II; nel periodo francese infatti, fu decorata con bassorilievi raffiguranti le imprese di Murat: a seguito della restaurazione borbonica queste furano rimosse sostituendole con due tele, Abdicazione di Carlo di Borbone a favore del figlio Ferdinando IV nel 1759, di Gennaro Maldarelli e realizzata nel 1849, e La vittoria di Carlo di Borbone alla battaglia di Velletri, di Camillo Guerra. Il soffitto è affrescato con Matrimonio di Alessandro Magno e Roxane, del 1787 di Mariano Rossi. Sulle porte sono posti sei bassorilievi: Filippo il Macedone affida Alessandro il giovinetto ad Aristotele, Alessandro a Delfi costringe la Pizia a predirgli il futuro, Alessandro consegna il suo testamento prima di morire, realizzati da Tito Angelini, Alessandro doma Bucefalo, Alessandro copre con il suo manto il cadavere di Dario e Iassile in Egitto offre ad Alessandro tutti i suoi avere, di Gennaro Calì. Sul camino è posto un medaglione, in marmo di fior di pesco, con il profilo di Alessandro Magno di Valerio Villareale e un orologio con quadrante a 24 ore del 1828.
Alle spalle della sala di Alessandro è esposta, in venti sale, la collezione TerraeMotus: questa fu voluta da Lucio Amelio, il quale, a seguito del terremoto dell'Irpinia del 1980, invitò gli artisti contemporanei a presentare un'opera che avesse come tema quella del tragico evento. All'iniziativa risposero sessantacinque artisti tra cui Andy Warhol con Fate Presto, Giulio Paolini con L'altra figura, Keith Haring con Senza Titolo, e ancora Michelangelo Pistoletto, Mario Schifano, Tony Cragg e Joseph Beuys. La collezione venne esposta per la prima volta a Boston nel 1983, a cui seguirono villa Campolieto a Ercolano e il Grand Palais a Parigi: fu donata alla reggia di Caserta definitivamente nel 1993, per essere poi esposta in maniera ciclica a partire dall'anno successivo.

#### Appartamento nuovo

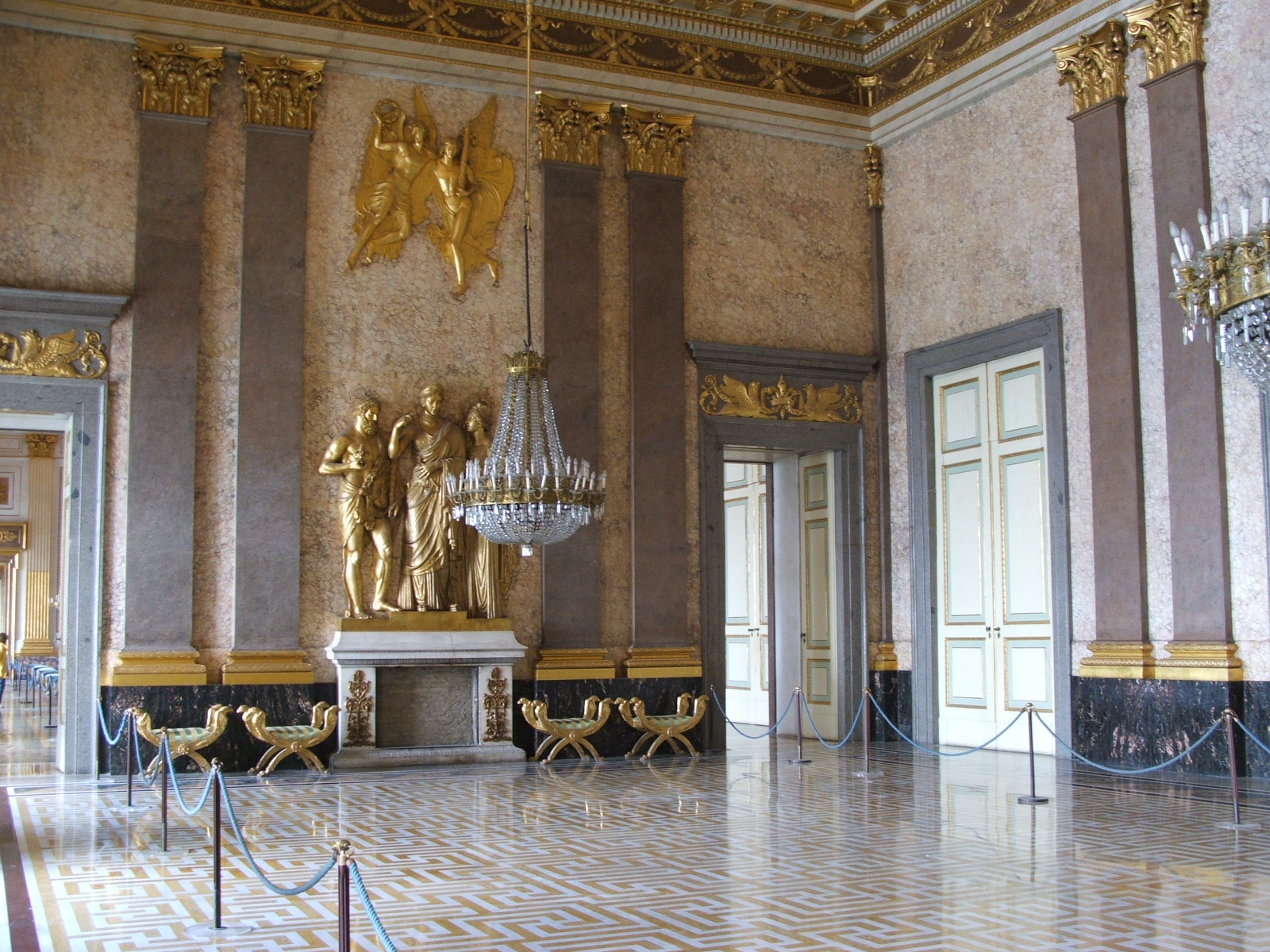
Sala di Astrea

La sala di Marte era chiamata anche Anticamera per i Titolati e i Baroni del Regno, Uffiziali Maggiori e Intendenti Esteri, in quanto luogo di raduno dei nobili titolati: fu realizzata da Antonio De Simone con la collaborazione di Étienne-Chérubin Leconte e celebrava le virtù militari dei francesi che erano riusciti a conquistare Napoli. La volta è affrescata con opere di Antonio Calliano del 1813 raffigurante Il trionfo di Achille protetto da Marte e La Morte di Ettore. Sul camino è posto il bassorilievo Forza, Prudenza e Fama, di Valerio Villareale, mentre sulle sovrapporte sono i bassorilievi con temi riguardanti la guerra di Troia; al centro delle pareti brevi due Vittorie alate. La pavimentazione è del 1815, realizzata con tre diversi tipi di marmi, ossia verde antico, alabastro e di Carrara ed è disposta in modo tale da formare motivi geometrici, con una stella al centro di un esagono incorniciato in una greca. Al centro del salone è una coppa di alabastro e marmo serpentino, di bottega romana, della prima metà del XVIII secolo, donata a Ferdinando II da papa Pio IX per l'ospitalità ricevuta durante la Repubblica Romana. Il mobilio comprende delle consolle con piano di marmo orientale: su una di questa poggia un busto, forse raffigurante Arianna, nel quale è incastonato un orologio di Courvoisier Frères, giunto a Caserta nel 1852 e completo di due elementi andati perduti, ossia un diadema in bronzo e una campana di vetro.
La sala di Astrea, chiamata anche Anticamera per i Gentiluomini di Carriera, Ambasciatori, Segretari di Stato e altre persone privilegiate, poiché destinata appunto agli ambasciatori, ai gentiluomini e segretari di Stato, deve la sua denominazione all'affresco posto nella volta, raffigurante il Trionfo di Astrea, di Jacques Berger del 1815: il pittore, per ritrarre Astra, si ispirò a Carolina Bonaparte, moglie di Murat. Fu lo stesso Murat a commissionare la camera e i lavori di realizzazione furono curati da Antonio De Simone con l'aiuto di Étienne-Chérubin Leconte. Sui lati brevi della camera sono posti due altorilievi: il primo, di Valerio Villareale, Minerva come Ragione tra la Stabilità e la Legislazione, mentre il secondo, di Domenico Masucci, Astrea tra Ercole e il Regno delle due Sicilie. Anche i bassorilievi posti nella volta, di colore dorato, hanno come tema la figura di Astrea.

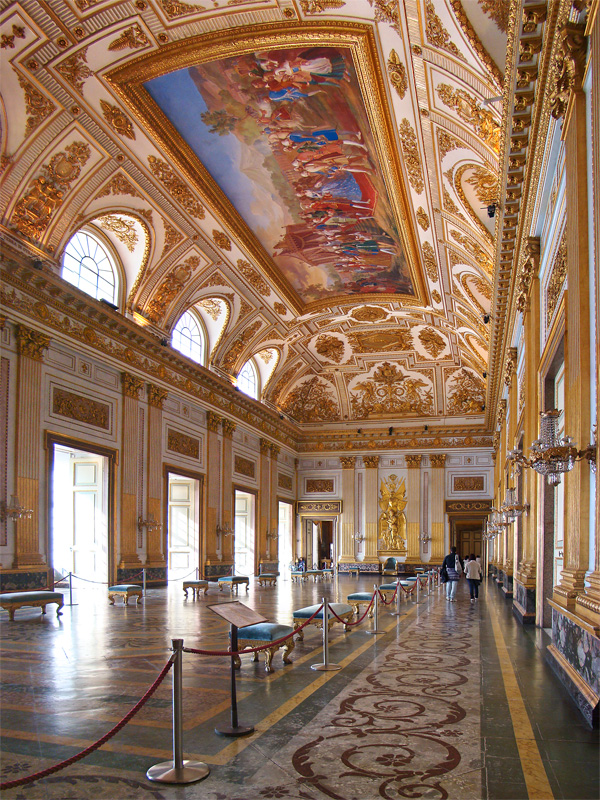
Sala del Trono

La sala del Trono ha una lunghezza di trentacinque metri per una larghezza di tredici ed è illuminata da sei finestre; venne completata nel 1845, in occasione del Congresso degli scienziati italiani: i lavori iniziarono nel 1811 sotto la direzione di Pietro Bianchi per poi passare nelle mani di Gaetano Genovese. Lungo le pareti sono poste ventotto colonne scanalate, disposte in coppia, i cui capitelli sono stati scolpiti da Gennaro Aveta: l'artista è anche l'autore delle decorazioni delle sovrapporte ritraenti simboli borbonici e onorificenze del regno. Sulle pareti brevi sono presenti due bassorilievi che hanno come tema la Fama, opera di Tito Angelini e Tommaso Arnaud, mentre sull'architrave sono posti 44 medaglioni con i ritratti dei re di Napoli, da Ruggero il Normanno fino a Ferdinando II. La volta è affrescata con l'opera La posa della prima pietra del Palazzo il 20 gennaio 1752, di Gennaro Maldarelli, del 1845. Il trono, posto sul fondo della sala, è in legno intagliato e dorato, con braccioli a forma di leoni alati, ai lati due sirene simbolo della città di Napoli e rivestito in velluto blu: probabilmente era un trono da barca, risale al XIX secolo.
Nelle retrostanze della sala del Trono e della sala di Astrea sono raccolti disegni e modelli degli ambienti della reggia di Caserta. Nella sala Luigi Vanvitelli, così chiamata per via di una pittura eseguita da Giacinto Diano e che ha come protagonista proprio l'architetto, si conserva un plastico della reggia realizzato da Antonio Rosz tra il 1756 e il 1759. In un'altra sala sono custoditi dei modelli lignei delle sale di Marte e di Astrea, realizzati intorno al 1813, il modello della sala del Trono, della fontana di Eoleo, anche questo opera di Rosz, mentre alle pareti delle tavole tratte dalle Dichiarazioni dei disegni del Reale Palazzo di Caserta redatto da Luigi Vanvitelli nel 1756 con incisioni di Rocco Pozzi, Carlo Nolli e Nicola D'Orazi. Sempre realizzato da Rosz, al centro della terza sala, è il modello della facciata del palazzo, mentre alle pareti bozzetti di Domenico Masucci e Valerio Villareale, oltre a disegni di Luigi e Carlo Vanvitelli.

#### Appartamento del Re
La Sala del Consiglio presenta nella volta Pallade premia le arti e le scienze per mezzo del Genio della Gloria, di Giuseppe Cammarano del 1814: tra il mobilio un tavolo neobarocco in porcellana di Sèvres dono di Napoli a Francesco II delle Due Sicilie per le nozze con Maria Sofia di Baviera.
Segue il Salotto di Francesco II: particolare è una consolle con un ripiano in pietre dure realizzato nel Real Laboratorio di Napoli, su disegno di Gennaro Cappella.
La camera da letto di Francesco II, in origine camera da letto di Murat, presenta al soffitto un affresco di Cammarano, Riposo di Teseo dopo l'uccisione del Minotauro, inquadrato in una sorta di arazzo dipinto, sostenuto con delle lance. Nella sala è conservato anche il letto a baldacchino che termina con le teste di Pallade e Marte, oltre a due Geni alati; tra gli altri elementi di arredo un tavolo che poggia su sfingi alate, una specchiera, una poltrona in mogano, una scrivania in legno rosa intarsiato e comodini a pilastro.
Adiacente alla camera da letto è posta la stanza da bagno, in stile neoclassico, con vasca in granito decorata con figure leonine e toilette in marmo di Carrara, realizzata nel 1829; nella volta è un affresco di Cammarano, Cerere.

#### Appartamento Murattiano

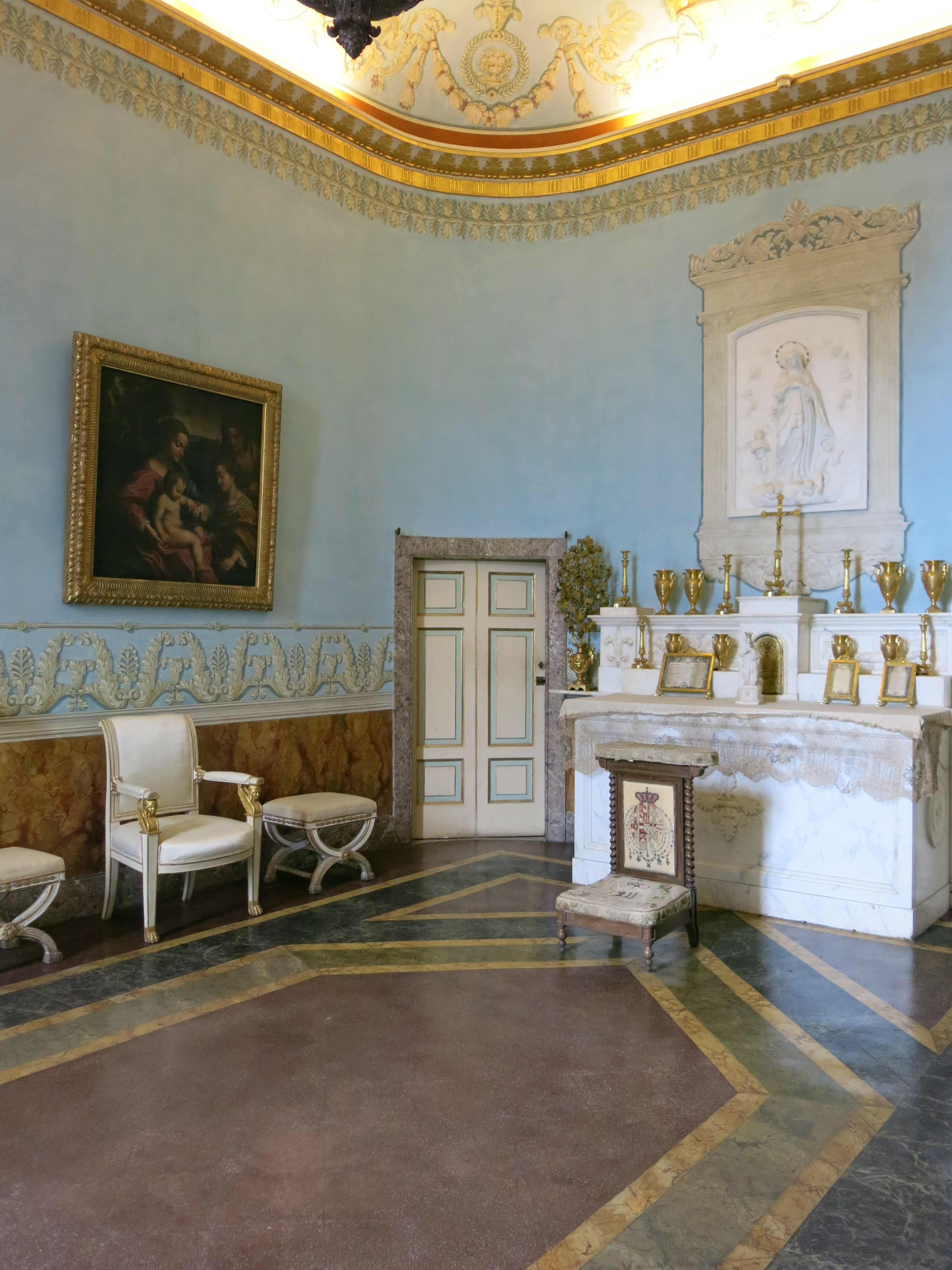
Oratorio di Pio IX

Il cosiddetto Appartamento Murattiano venne allestito in occasione della conquista francese del Regno di Napoli, agli inizi del XIX secolo, quando Gioacchino Murat dimorò nella reggia: gli ambienti sono tutti in stile neoclassico e le pareti tappezzate con sete di San Leucio. Parte degli arredi provengono dalla reggia di Portici.
La Prima anticamera ha volta affrescata con Minerva invita Telemaco a partire da Itaca di Franz Hill, dipinto tra il 1814 e il 1815; alle pareti due tele raffiguranti Tornei davanti alla Reggia, di Salvatore Fregola del 1849.
La volta della Seconda anticamera reca l'affresco Ettore rimprovera Paride, di Cammarano; alle pareti, oltre vari ritratti francesi di epoca napoleonica, anche Pranzo offerto ai poveri da Gioacchino Murat di Gaetano Gigante.
La camera da letto di Murat ha un letto a baldacchino, il quale venne disegnato da Leconte e presenta decorazioni in scudi e bronzo dorati. I mobili sono in stile Impero, francese e napoletano, tutti provenienti da Portici; tra le pitture alle pareti Il generale Massena, del 1808, e Giulia Clary e le figlie, del 1809, entrambi di Jean-Baptiste Wicar.
Seguono due anticamere che presentano rispettivamente le volte affrescate con Baccanti, fauni e putti che scherzano, di Franz Hill, e Minerva nell'atto di premiare le Scienze e le Arti, di Cammarano.
L'oratorio di Pio IX, già oratorio di corte, venne dedicato a papa Pio IX in occasione della sua visita alla reggia nel 1850, ospite di Ferdinando II. L'altare è stato progettato da Antonio Niccolini e realizzato tra il 1830 e il 1848, e sul quale è scolpita una raffigurazione della Vergine tra angeli e cherubini in marmo, di Gaetano Della Rocca. Il resto delle decorazioni della cappella sono di chiara ispirazione a Correggio e Pinturicchio: è custodito anche un ritratto di Pio IX, di Lorenzo Bartolini del 1847.
Nel salottino di Pio IX è conservata la portantina utilizzata dal papa e alcuni suoi ritratti, come Ritratto di Pio IX di Tommaso De Vivo e Veduta di Gaeta col papa che benedice le truppe di Frans Vervloet.
In una sala sono esposti oggetti a tema musicale, in particolare un secrétaire e un mobile a due ante che contengono al loro interno due organi a cilindro realizzati intorno agli anni venti del XIX secolo da Anton Beyer. Nelle altre sale sono raccolti modellini e meccanismi di giostre che Leopoldo di Borbone aveva fatto realizzare per il parco della Villa Favorita di Ercolano, dimora preferita d Maria Carolina. Nell'ultimo ambiente sono custodite due culle: una appartenuta a Vittorio Emanuele III di Savoia, disegnata da Domenico Morelli, con intagli in legno, e un'altra appartenuta a Vittorio Emanuele, in mogano, con imbottitura in seta, decorazioni in argento e coralli e camei realizzati a Torre del Greco.

#### Appartamento vecchio

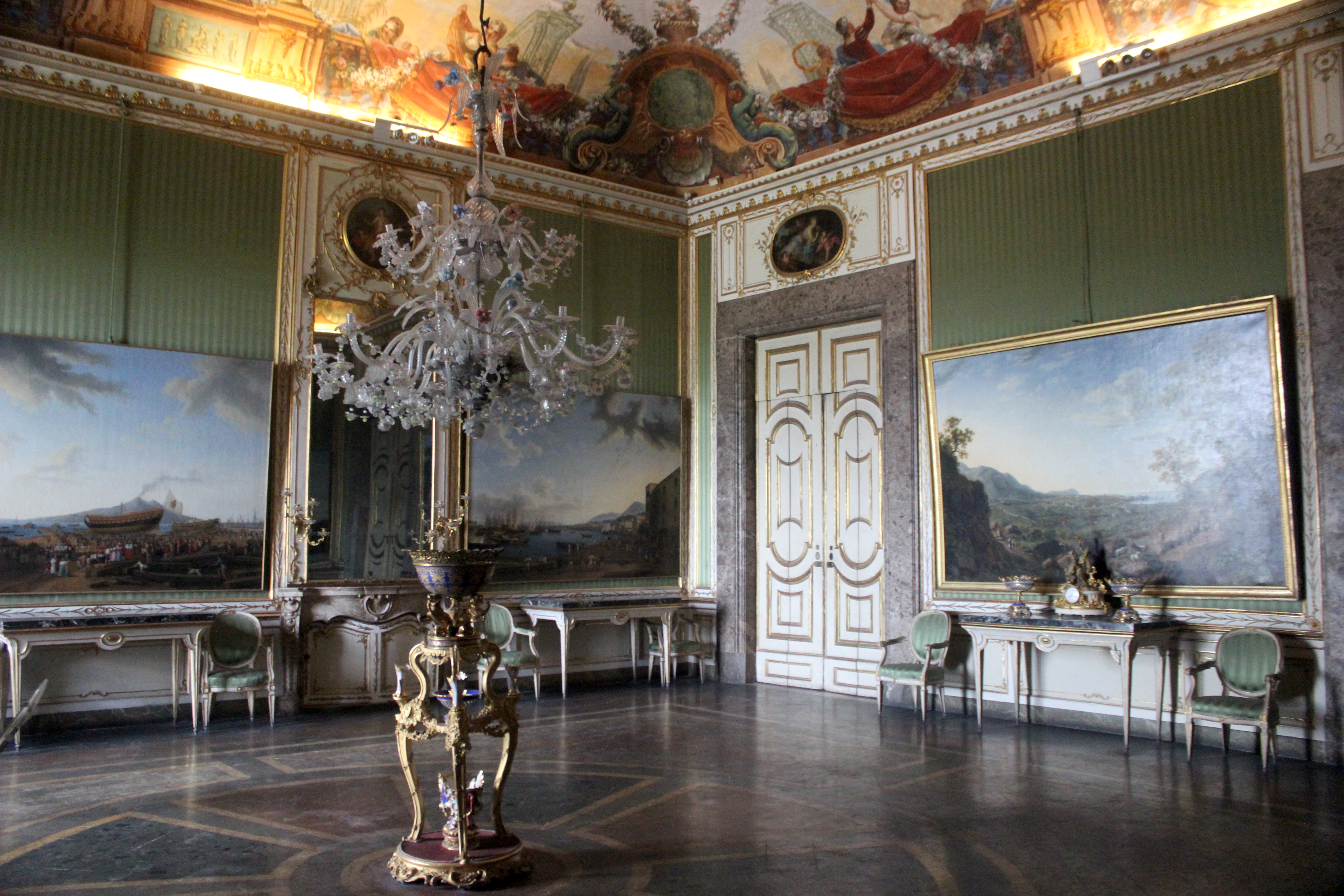
Sala della Primavera

La sala di Alessandro consente l'accesso all'Appartamento vecchio, quello che secondo il progetto di Vanvitelli doveva essere il quarto del principe ereditario: tuttavia, in attesa che il palazzo fosse completato, l'area venne abitata da Ferdinando IV e sua moglie Maria Carolina dalla fine del XVIII secolo. Alla morte dell'architetto, l'appartamento venne terminato dal figlio Carlo, il quale rispettò pienamente il progetto del padre: tuttavia, avvalendosi dell'aiuto di pittori ed ebanisti, progettò egli stesso gli arredi e le decorazioni. Seguono quindi quattro camere con decorazioni ispirate al ciclo delle stagioni.
La sala della Primavera prende il nome dall'affresco presente nella volta realizzato da Antonio De Dominicis; il pavimento è in cotto dipinto a finto marmo, come nelle sale successive, mentre il lampadario è in vetro di Murano. Le decorazioni pittoriche alle pareti sono costituite da tele che hanno come tema le vedute sul regno realizzate dal pittore di corte Jakob Philipp Hackert: tre le opere quella de Il cantiere di Castellammare nel momento che si vara il vascello Partenope, Il cantiere di Castellammare con le sue galeotte, Forio d'Ischia, La baia di Napoli presa da Santa Lucia con il ritorno della squadra da Algeri, Il porto di Napoli con Castel Sant'Elmo e Il porto e la Badia di Gaeta. Sulle porte e sugli specchi altre tele con soggetto Musica e Poesia, di Giovan Battista Rossi.
La sala dell'Estate, originariamente adibita al ricevimento, presenta nella volta Proserpina che durante l'Estate ritorna dal regno dei morti alla madre Cerere, realizzato da Fedele Fischetti tra il 1778 e il 1779: l'affresco è contornato da quattro medaglioni con le raffigurazioni di Diana, Apollo, Giove e Nettuno, di Giacomo Funaro. Le tele sulle porte e gli specchi, che rappresentano le Arti Liberali, sono opera di Giovan Battista Rossi. Anche il lampadario di questa sala è in vetro di Murano, mentre le consolle con ripiano in marmo di Mondragone furono realizzate da Gennaro Fiore e decorate da Bartolomeo Di Natale. Al centro è collocato un tavolo a legno pietrificato, di Girolamo Segato.

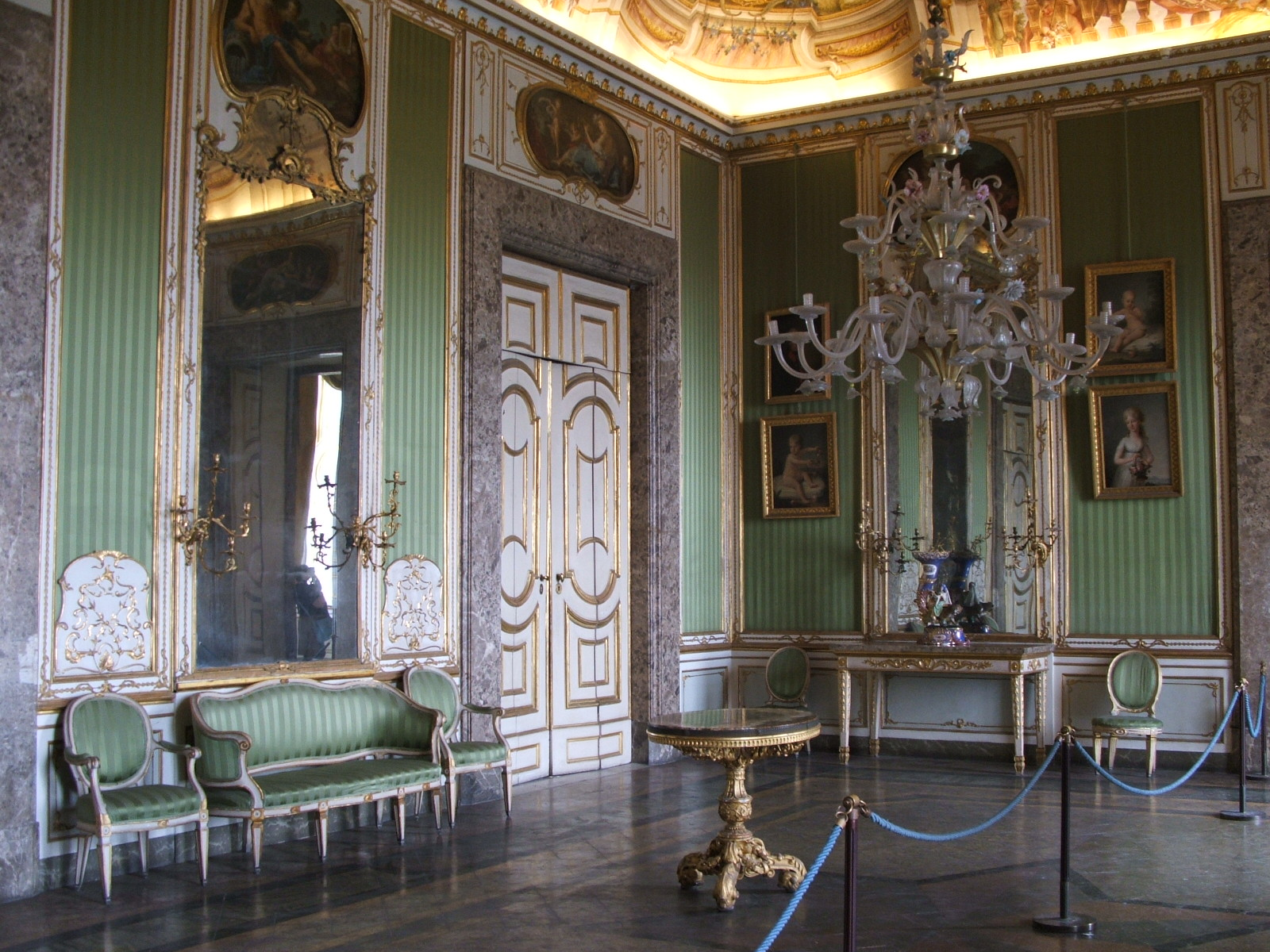
Sala dell'Estate

Quella che nel 1799 era catalogata come Stanza appresso a quella dell'udienza, che aveva funzione di sala da pranzo, è la sala dell'Autunno, con volta affrescata da Antonio De Dominicis, con L'incontro tra Bacco e Arianna nel medaglione centrale, mentre intorno, negli altri medaglioni, Satiri e Menadi, opera di Giacomo Funaro. La sala è decorata alla pareti con quadri di natura morta realizzati da pittori napoletani mentre sulle porte e gli specchi tele di Gaetano Starace come Cerere, Diana cacciatrice, Vulcano, Saturno, Giunone, Apollo, Nettuno e Marte. L'arredamento è composto da specchiere e consolle sempre di Gennaro Fiore: si notano inoltre un orologio a pendolo francese, due fruttiere in porcellana di Capodimonte, una corbeille in porcella bianca di Raffaele Giovine del 1847, e una coppia di vasi della Sassonia del XVIII secolo.
La sala d'Inverno, in origine Sala dove si spoglia e veste Sua Maestà il Re, presenta al centro del soffitto Borea che rapisce Orizia, di Fedele Fischetti e Filippo Pascale, mentre nei medaglioni centrali scene del mito di Venere e Adone. Alle pareti opere di Hackert come Santa Maria della Piana, Caccia nel cratere degli Astroni, Caccia al cinghiale di Ferdinando IV a Calvi, Caccia al cinghiale al ponte di Venafro, Esercitazioni militari a Gaeta, oltre a nature morte di pittori napoletani. Parte del mobilio come divani e sedie, intagliati da Nicola e Pietro Fiore tra il 1796 e il 1798, provengono da Villa Favorita a Ercolano; al centro della sala un tavolo in pietre dure e legno dorato intagliato, di Giovanni Mugnai del 1804, e consolle con porcellane, tra cui una corbeille realizzata da Raffaele Giovine.

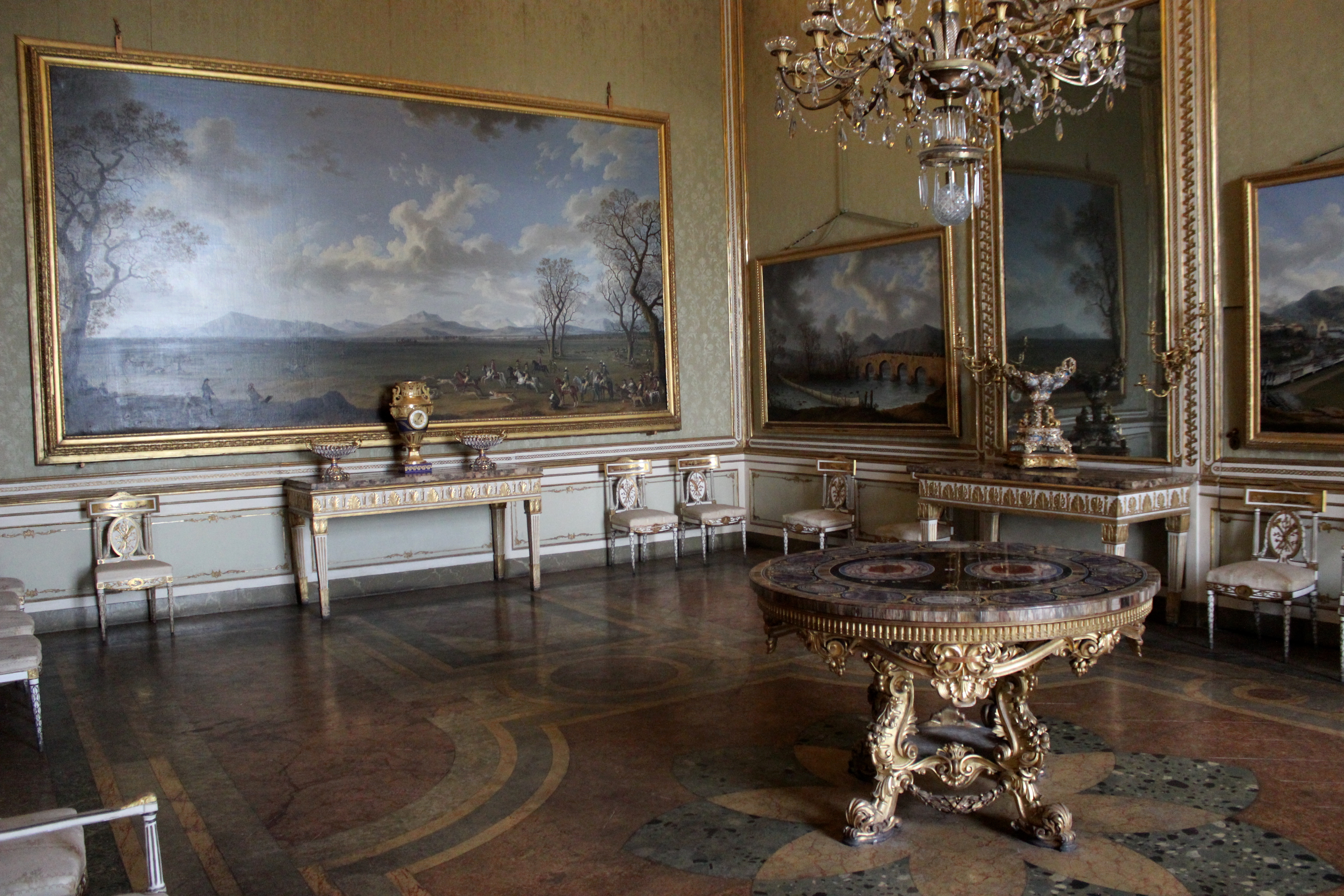
Sala d'Inverno

Segue quindi l'Appartamento del Re. La prima camera, quella che originariamente era definita come Gabinetto Ricco di Sua Maestà il re, è lo Studiolo di Ferdinando IV: la volta propone affreschi di Gaetano Magri, ritraenti motivi floreali e grifi, mentre alle pareti sono posti sette cammei con raffigurazioni di Guerra, Pace, Abbondanza, Forza, Merito, Giustizia e Innocenza, di Carlo Brunelli; le pareti sono inoltre rivestite di pannelli in legno dove sono poste i guazzi realizzati da Hackert, che raffigurano diverse località del regno come Capri, San Leucio e Cava de' Tirreni. Sulle sovrapporte disegni di divinità come Giove che amministra la giustizia accanto a Giunone con il pavone. Originariamente il mobilio era in stile rococò ma successivamente, a seguito degli acquisti del re a Parigi negli anni 1790, fu sostituito da uno in stile neoclassico, realizzato da Adam Weisweiler: del mobilio originale restano soltanto alcune sedie, mentre per il resto si tratta di copie realizzate alla fine del XIX secolo. Lo studiolo del Re ha pareti rivestite in carta damascata del XVIII secolo; le pitture esposte sono: Manovre militari nel piano di Montefusco e Manovre militari nella piana di Sessa di Hackert, dipinte rispettivamente nel 1788 e nel 1794. Sui mobili vasi a figure rosse della fabbrica Giustiniani.
Si accede infine alla Camera da letto di Ferdinando IV: in questa camera morì, il 22 maggio 1859, Ferdinando II, di una misteriosa malattia che venne ritenuta contagiosa e per questo motivo l'intero mobilio fu bruciato e la sala nuovamente arredata, questa volta con mobili in stile Impero. Tra il mobilio: due comodini a pilastro, una scrivania intarsiata e un comò decorato in bronzo dorato; i vasi e i busti di Ferdinando II e di Maria Cristina di Savoia, questi ultimi due di Luigi Pampaloni, sono in porcellana napoletana. Su una parete Allegoria per la morte di due figli di Ferdinando IV di Borbone, di Pompeo Batoni.

#### Appartamento della Regina
L'Appartamento della Regina è composto da quattro camere, arredate dalla regina Maria Carolina d'Austria durante gli anni 1780.
La stanza da lavoro ha volta affrescata da Antonio De Dominicis con Marte, Apollo, Giove e Mercurio, da cui pende un lampadario in bronzo dorato e legno con caratteristiche sculture di pomodorini simbolo della Campania Felix: l'opera venne realizzata da Gennaro Fiore e Francesco Serio. Le pareti sono rivestite in raso giallo, mentre le specchiere provengono dalla Real Fabbrica di Castellammare. Il mobilio è composto da due comò in legno rosa e una consolle sulla quale poggia un orologio in bronzo dorato arrivato da Vienna: un altro orologio, realizzato da Pierre Jaquet-Droz, è simile a una gabbia dorata che originariamente conteneva anche un uccellino in pietre dure e che fu donato da Maria Antonietta a Maria Carolina.
Si passa al salottino privato della regina chiamato Gabinetto degli Specchi: l'affresco del soffitto, La toilette di Venere, è opera di Fedele Fischetti; gli specchi che si trovano al centro delle pareti sono decorati con festoni di fiori bianchi in stucco. Il mobilio è opera di Gennaro Fiore e Bartolomeo Di Natale ed è composto da un tavolo a parete, angoliere con ripiano in marmo e poltrone in legno bianco rivestite con sete di San Leucio.
Il Bagno della Regina è decorato in rocaille con festoni di frutta e fiori; alle pareti Nascita di Venere e Le tre Grazie, di Fedele Fischetti. La vasca è in marmo bianco, scolpita da Gaetano Salomone ed è foderata di rame: era fornita anche di rubinetti sia per l'acqua calda sia per quella fredda; presente anche un bidet in mogano con vasca in bronzo dorato. Si giunge quindi al retretto, che ospita il gabinetto vero e proprio, con coperchio in bronzo dorato; alle pareti sono posti i lavamani in marmo sorretti da imitazioni di ali d'aquila. Le pareti sono decorate con dodici pilastri che terminano con capitello decorato con teste di donne con occhi bendati, per non turbare i reali; i pilastri sono intercalati da dipinti di scene antiche su fondo oro, probabilmente realizzati da Filippo Pascale.
La Sala dell'Età dell'Oro, che deve il nome dall'affresco al soffitto di Fedele Fischetti del 1779, era originariamente una camera da letto e trasformata in sala da ricevimento a metà del XIX secolo. Musica, Pittura, Scultura, Architettura e Armonia sono le pitture poste sulle sovrapporte; alle pareti invece Imene e la Pudicizia di Francesco De Mura, La semplicità e la Verità, L'Innocenza e Il Giorno e la Notte, di Giuseppe Bonito: queste ultime tre opere erano i bozzetti preparatori per realizzare degli arazzi. Il mobilio è composto da sofà, sedie e poltroncine in legno dipinto.
La Sala delle Dame di Corte ha la volta affrescata con Il rapimento di Cefalo da parte di Aurora su un carro trainato da putti, di Fedele Fischetti e Filippo Pascale, mentre sulle sovrapporte e sugli specchi sono aggiunti ritratti di donne dell'antichità opera di Domenico Mondo, del 1781.

#### Biblioteca palatina

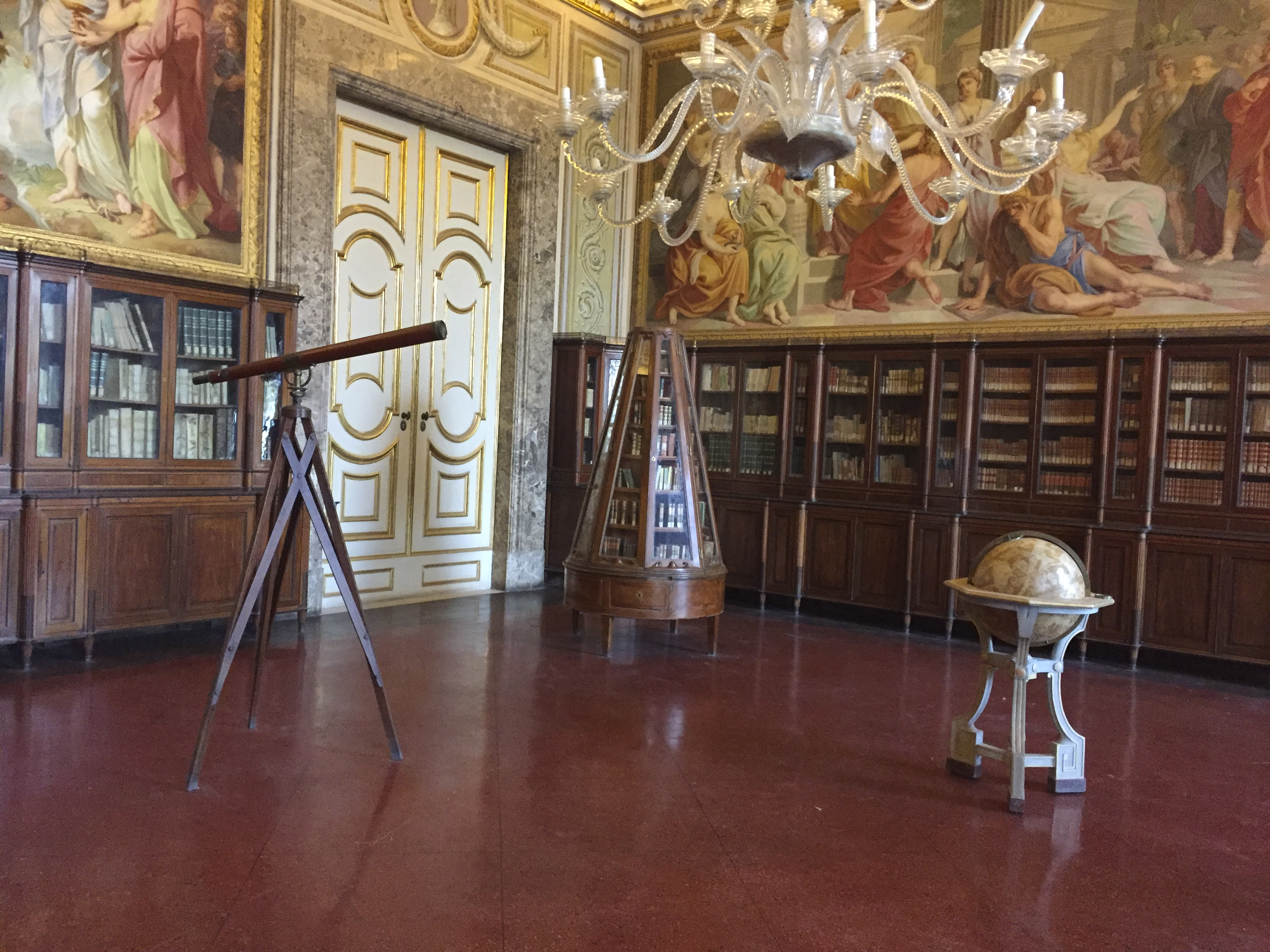
Terza sala della biblioteca palatina

La biblioteca palatina venne realizzata in circa tre anni per volere della regina Maria Carolina d'Austria, a cui si aggiunsero integrazioni da parte di Gioacchino Murat e Ferdinando II, lungo il lato orientale del palazzo. I volumi raccolti, circa quattordicimila, vennero ordinati per materie da Francesco Ceva Grimaldi: gli argomenti trattati spaziano dalla cultura europea a quella napoletane e viennese, dall'archeologia alla matematica, geografia, botanica, zoologia e libretti d'opera, di balli e musica e sui teatri napoletani.
Tra le opere conservate: Educazione al Buon Governo, Biblioteca Cattolica, Collezioni delle Leggi delle Due Sicilie, di Montesquieu, Gaetano Filangieri e Giambattista Vico, Dichiarazione dei disegni del Real Palazzo di Caserta, di Luigi Vanvitelli, completo di sedici tavole, e Reise durch Österreich und Italien, di Johann Isaak von Gerning, con descrizione anche della reggia, e Torneo di Caserta nel carnevale dell'anno 1846, con 72 tavole a colori dove vengono raffigurati i vestiti indossati dai nobili. Tra i volumi di archeologia: Le Antichità di Ercolano esposte e Les ruines de Pompei di François Mazois. Alcuni libri presentano decorazioni con calcografie e litografie ad acquerelli e rilegati in velluto o seta: a seconda del monogramma C o J presente nella corona, si può risalire se il libro era di acquisizione di Murat o Maria Carolina.
La prima sala di lettura della biblioteca presenta una volta affrescata con un'opera di Filippo Pascale su disegno di Luigi Vanvitelli, Planisfero circondato dai segni zodiacali e dalle costellazioni, mentre le librerie sono in mogano e sormontate da copie di antichi vasi, simili a quelli ritrovati agli scavi di Pompei ed Ercolano, risalenti al XVIII secolo e realizzati dalla fabbrica Giustiniani; completano le decorazioni due pitture dal titolo Inaugurazione della ferrovia Napoli-Portici di Salvatore Fregola e due Vedute di Antonio Veronese.
La seconda sala ha la volta affrescata con motivi floreali, opera di Gaetano Magri. Gli scaffali sono in legno di mogano, gli armadi in noce, mentre la poltrona poteva essere utilizzata anche come scala per raggiungere le parti più alte delle librerie; sono presenti inoltre consolle in legno bianco e intagli dorati sulle quali poggiano due lumi in porcellana con disegni cinesi. Tra le pitture: Ratto delle Sabine e Apollo e Marsia di Luca Giordano ed Europa, Asia, Africa e America, sotto forma di allegorie, attribuiti ad allievi della scuola di Giordano. Sul retro della sala, due ambienti ospitavano le opere provenienti dal vicino convento dei Padri Compassionisti, recuperati nel XIX secolo.
La terza sala ha alle pareti gli affreschi di Apollo, Le tre Grazie, L'invidia e la Ricchezza, La scuola di Atene e La protezione delle Arti e il discacciamento dell'Ignoranza, di Heinrich Friedrich Füger: la serie di allegorie voleva celebrare la casa borbonica ma al contempo riproponeva il pensiero della Massoneria. Al centro della sala sono posti un barometro e un cannocchiale in ottone, di John Dollond, e una coppia di globi, uno terrestre, l'altro celeste, di Didier Robert de Vaugondy: di quest'ultimo si conservano anche numerose cartografie. Nella sala è conservato anche uno scaffale a forma di piramide ottagonale.

#### Presepe Reale

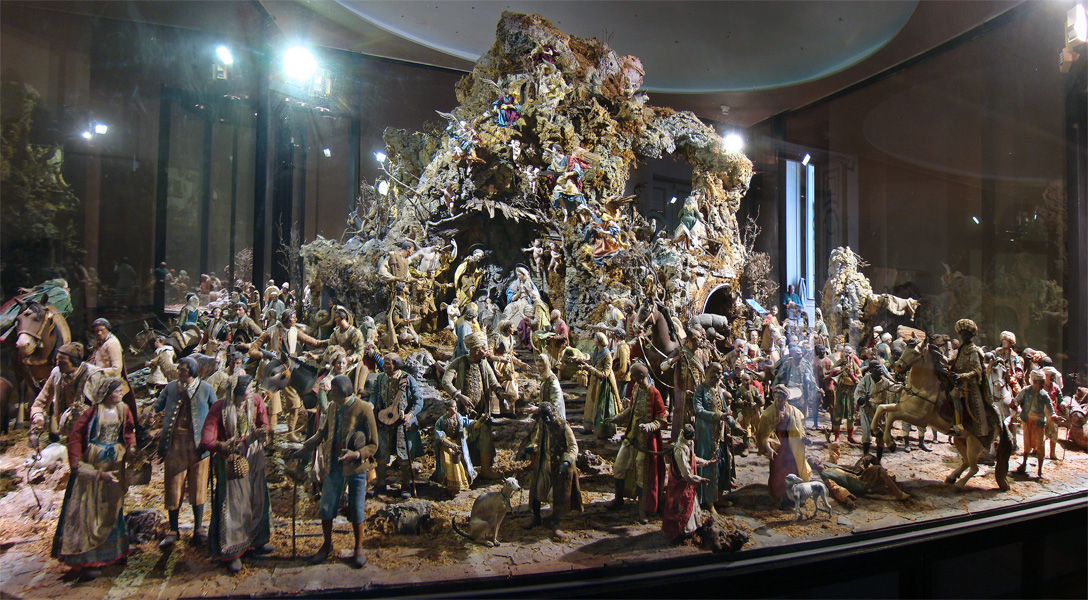
Presepe Reale

Dall'ultima stanza della Biblioteca si accede alla Sala Ellittica: utilizzata originariamente come teatrino domestico per i principini, non presenta alcuna decorazione. Al suo interno, nel 1988, è stato allestito il Presepe Reale: questo venne approntato per la prima volta nel 1844 da Giovanni Cobianchi nella Sala della Racchetta. Il presepe venne ritratto in alcuni dipinti realizzati da Salvatore Fregola ed esposti nella sala: è stato proprio grazie a queste pitture che è stato possibile ricostruire la scenografia simile a quello originaria, anche se numerosi pezzi sono andati perduti. Oltre alla classica scena della natività e dell'osteria, sono presenti la carovana dei Georgiani e numerose figure del mondo popolare e contadino; i pastori sono opera di Nicola Somma, Francesco Gallo, Salvatore Franco, Lorenzo Mosca, Giuseppe Gori e Francesco e Camillo Celebrano.

#### Pinacoteca
La prima sala accoglie opere di Elisabetta Farnese, ereditate dal figlio Carlo di Borbone: le pitture hanno come tema scene di battaglie, di Ilario Spolverini, e Fasti farnesiani. Segue la sala dedicata al re Carlo di Borbone: sono presenti i ritratti del sovrano, della moglie Maria Amalia di Sassonia e dei loro figli, tutti realizzati da Giuseppe Bonito. Nella sala Borbone di Napoli, di Spagna e di Francia sono esposte le opere che esaltano i legami familiari tra i Borbone di Napoli e le varie casate d'Europa, come successo con i matrimoni di Ferdinando I con Maria Carolina d'Austria e quello di Francesco I con l'infante di Spagna Maria Isabella. Nella sala successiva sono esposti nove ovali con soggetto la famiglia di Francesco I, di Giuseppe Cammarano del 1820, e altri ritratti della famiglia di Ferdinando II con la prima moglie Maria Cristina di Savoia. La Sala della Pittura di Genere raccoglie opere di diversi artisti chiamati a Napoli dalla regina Maria Carolina: Canettieri del Re, di Martin Ferdinand Quadal, Marina di Sorrento, Mola di Gaeta e Mola di Castellammare di Stabia, di Antonio Joli, Anatra, di Johann Heinrich Wilhelm Tischbein, Elefante, di Pellegrino Ronchi, e Cane di Francesco, di anonimo. Infine è la Sala delle Allegorie dove si raccolgono pitture commissionate ad artisti del XVIII secolo, che dovevano poi servire come modello per gli arazzi, con tema quello delle allegorie delle virtù: Allegoria della Pace e della Giustizia che portano Abbondanza, di Giuseppe Bonito, Allegoria della Pace e dell'Amicizia, di Stefano Pozzi, Allegoria della Religione, di Pompeo Batoni, e Allegoria della Fortezza e della Vigilanza, di Corrado Giaquinto.

#### Quadreria
La quadreria raccoglie una serie di opere commissionate dai sovrani o provenienti dal regno e sono divise per soggetto. Nella prima sala solo raccolti i cosiddetti Soggetti orientali di Michele Scaroina, pitture che si rifanno a novelle con tema orientale tratta da Le mille e una notte. Nella seconda e terza sala una serie di Episodi di storia della letteratura e dell'arte, realizzati nel XIX secolo da allievi della Reale Accademia delle Belle Arti di Napoli e che trattano per lo più di allegorie: tra le opere La morte di Sergianni Caracciolo, di Pietro Onestini, Dante e frate Ilario davanti al convento di Santa Croce, di Luigi Rizzo, Ossian cieco declama i suoi versi, di Giuseppe De Nigris, Giotto e Cimabue, di Tommaso De Vivo, e Camilla che si addestra con l'arco, di Nicola De Laurentis. La quarta sala è dedicata alla nature morte, con tele prima ospitate nella Reale tenuta di Carditello e nella tenuta di San Leucio, mentre la quinta sala raccoglie paesaggi e battaglie di Salvator Rosa e di artisti della sua scuola. La sesta sala ha come tema I Santi: la passione e il martirio: si tratta di lavori a tema religioso commissionati dai sovrani o provenienti dagli ordini religiosi. Nella settima e ottava sala è esposto la ritrattistica del XVIII e XIX secolo, con i ritratti della corte borbonica, come ad esempio Carlo di Borbone e i suoi figli, di Anton Raphael Mengs. La quadreria si conclude con la nona sala con le vedute del XVIII e XIX secolo: L'inaugurazione della ferrovia Napoli-Portici di Salvatore Fregola, San Leucio e Vaccheria di Antonio Veronese e una serie di vedute di Roma e Napoli attribuite ad Antonino Joli.

#### Archivio Storico
L'Archivio Storico della reggia di Caserta, voluto da Ferdinando IV, venne inaugurato il 25 maggio 1784: esso conserva una serie di documenti riguardanti l'amministrazione di beni di Caserta, San Leucio e Carditello in un periodo compreso tra il 1750 e il 1860. Sono custoditi inoltre informazioni sugli studi e sui progetti della reggia e di altri siti reali, sono raccolte le varie commissioni affidati ad artisti, maestranze e fornitori ma anche costi e persone impiegate per le varie opere. Comprende circa diecimila volumi, che spaziano dal XV al XX secolo, e permettono di avere un'immagine sulla situazione socio-economica del territorio già prima dell'arrivo dei Borbone; ulteriori cinque volumi, che vanno dal 1860 al 1950, riguardano la gestione del patrimonio dei siti borbonici a seguito dell'unità d'Italia, quando divennero proprietà dei Savoia. Altri atti hanno come oggetto quello dei siti al momento del passaggio al Demanio statale, sempre in materia di gestione e manutenzione.

### Parco
(Johann Wolfgang von Goethe)
Il parco della reggia di Caserta fu progettato da Luigi Vanvitelli e completato dal figlio Carlo, a cui collaborarono diversi botanici: come modello ispirativo gli architetti si rifecero alla reggia di Versailles e al palazzo Reale della Granja de San Ildefonso. Suddiviso in giardino all'italiana e giardino inglese, il parco ha una superficie di 120 ettari per una lunghezza di quasi tre chilometri.

#### Giardino all'italiana

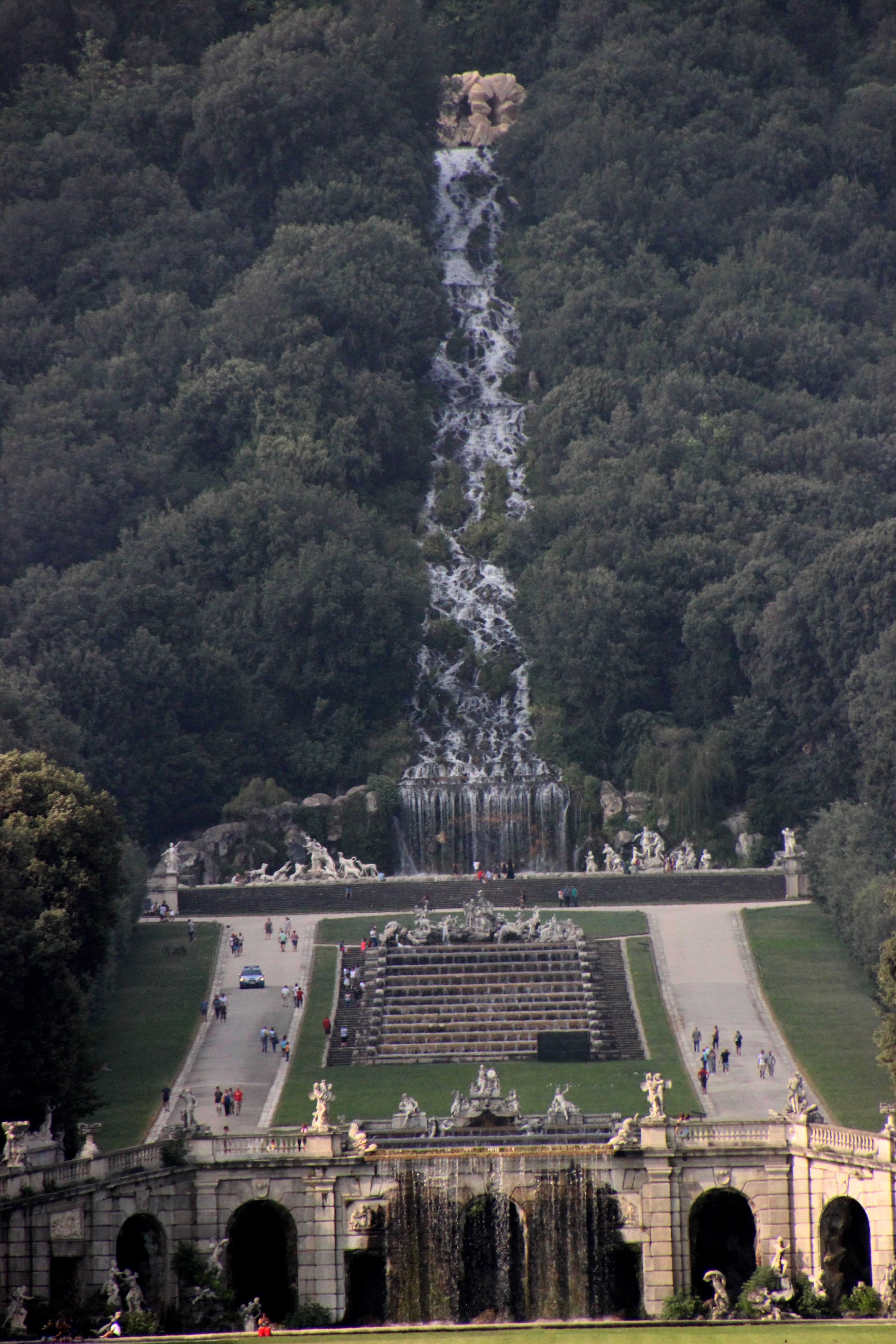
Giardino all'italiana

Il giardino all'italiana è costituito da una serie di aiuole e fontane, alimentate originariamente dall'acquedotto Carolino, costruito insieme alla reggia: comprende inoltre anche il cosiddetto bosco vecchio dove sono ubicate la Peschiera e la Castelluccia.
Lasciato alla spalle il palazzo, dopo aver percorso un viale centrale affiancato da due aiuole, si arriva alla fontana Margherita, detta anche del Canestro: ha una forma circolare ed è decorata con giochi floreali. Superata la fontana, due rampe semiellittiche che seguono l'andamento della collina, costituiscono il ponte di Ercole, che conduce alla Via d'Acqua, ossia un insieme di fontane e vasche, talvolta digradanti che formano piccole cascate e che terminano nella cascata artificiale finale: le fontane hanno come tema quello della mitologia classica.
La peschiera superiore, dalla lunghezza di 475 metri per una larghezza di circa 30, si conclude con la fontana dei Delfini: fu realizzata da Gaetano Salomone nel 1799 e prende il nome dai due delfini che si trovano accanto a un mostro marino con artigli e zampe.
Attraversata un'ampia zona pianeggiante si arriva alla fontana di Eolo: si tratta di un'opera incompleta, perché secondo il progetto originario avrebbe dovuto contare oltre 50 statue raffiguranti i venti, posti nelle varie cavità dell'esedra e al centro le statue di Eolo e Giunone su un carro trainato da pavoni, traendo spunto dal racconto dell'Eneide. Si compone invece di vari gruppi di statue, tutte in marmo di Montegrande, come Nozze di Teti e Peleo, il Giudizio di Paride, Giove con le tre dee e lo Sposalizio di Paride, eseguite da Angelo Maria Brunelli, mentre la scena principale è Eolo scatena i venti contro Enea, è di Angelo Maria Brunelli, Paolo Persico, Gaetano Salomone e Andrea Violani. Al centro dell'esedra è una cascata: l'acqua poi prosegue in sotterranea per andare ad alimentare la fontana dei Delfini.
Ai lati della fontana, una balaustra adornata con statue di schiavi, conduce alla vasca superiore, caratterizzata da una serie di gradoni a formare delle piccole cascate, che termina con la Fontana di Cerere o Zampilliera: fu realizzata tra il 1783 il 1784 da Gaetano Salomone e prende il nome dalla scena centrale dove un gruppo di statue raffigura Cerere che regge il medaglione con il simbolo della Trinacria; completano l'opera tritoni, delfini e le Nereidi che soffiano in buccine, oltre alle raffigurazioni dei fiumi siciliani Anapo e Arethusa.
Segue una zona di prato e un'altra vasca caratterizzata da dodici piccole cascate che termina con la fontana di Venere e Adone: prende il nome dal mito di Adone che per la sua bellezza fece innamorare Venere e che morì sbranato durante una battuta di caccia da un cinghiale sotto il quale si nascondeva Marte; realizzata da Gaetano Salomone tra il 1784 e il 1789 in marmo bianco di Carrara, raffigura il momento in cui Venere cerca di persuadere Adone a recarsi a caccia.
Una scalinata adornata con una balaustra sulla quale poggiano statue di cacciatori e cacciatrici porta alla fontana di Diana e Atteone, realizzata da Pietro e Tommaso Solari, Angelo Maria Brunelli e Paolo Persico: il tema trattato nell'opera prende spunto dalle Le metamorfosi di Ovidio e si distingue in diversi gruppi scultorei, in particolare Diana e le ninfe a destra e Atteone trasformato in cervo e assalito dai suoi stessi cani a sinistra. Tutte le statue della fontana furono realizzate da Paolo Persico, le ninfe da Angelo Maria Brunelli e i cani da Pietro Solari. Nella fontana si riversa la cascata artificiale: questa ha un'altezza di 78 metri e l'accesso alla sua sommità avviene grazie a due scalinate laterali che terminano in una grotta, anch'essa artificiale, posta a un'altezza di 204 metri; in origine, alla grotta, arrivavano le acque provenienti dall'acquedotto Carolino, sostituito poi da pompe di riciclo. Dalla sommità della cascata si gode di una vista non solo sul parco e sulla reggia, ma anche sui Campi Flegrei e su Ischia.

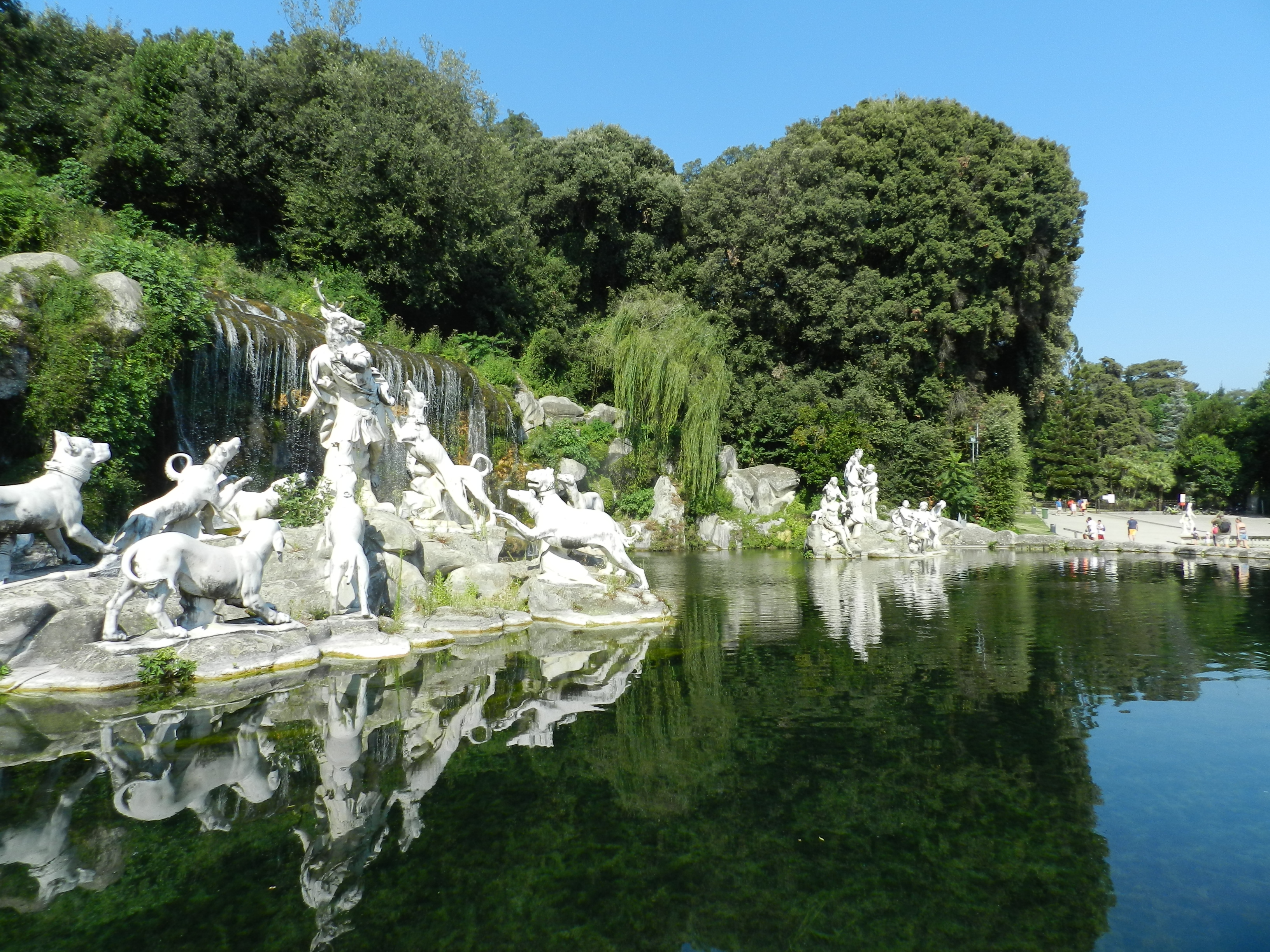
Fontana di Diana e Atteone

Alla sinistra del giardino all'italiana si trova il cosiddetto bosco vecchio, in origine di proprietà della tenuta degli Acquaviva. Al suo interno venne edificata la cosiddetta Castelluccia e la Peschiera grande: questi luoghi sarebbero dovuti servire per le esercitazioni militari di Ferdinando IV, ma vennero ben presto riconvertiti in luoghi di svago per la corte. Questa parte del parco confina con il palazzo del Boschetto, edificato dagli Acquaviva, passato poi ai Caetani, che lo abbellirono con affreschi eseguiti da Belisario Corenzio.
La Castelluccia venne costruita nel 1769 riadattando la torre della Pernesta o degli Acquaviva, risalente al XVI secolo: i lavori vennero eseguiti da Francesco Collecini su disegno di Luigi Vanvitelli e la struttura si presentava con l'aspetto di un castello fortificato in miniatura, con fossato e ponti levatoi per poter simulare le battaglie che avrebbe dovuto combattere Ferdinando IV. Nel 1819 fu nuovamente restaurata, assumendo l'aspetto definitivo e destinata a essere un casino di svago e di ristoro durante le battute di caccia: ha una pianta ottagonale, mentre l'ultimo piano è a forma di torre circolare, simile a un osservatorio; nei dintorni sono messi a dimora magnolie, palme, araucarie e camelie.
La Peschiera grande è posta a poca distanza dalla Castelluccia e, come questa, fu progettata da Luigi Vanvitelli e costruita da Francesco Collencini, venendo ultimata nel 1769: è lunga 270 metri e larga poco più di 105, ha una forma ellittica ed è delimitata da un parapetto interrotto da piccoli moli. Venne realizzata con lo scopo di far esercitare Ferdinando IV per le battaglie navali con appositi modellini, tant'è che al centro fu creato un isolotto che avrebbe dovuto ospitare un padiglione per piccoli cannoni: successivamente venne trasformata in un luogo per il ricevimento e lo svago degli ospiti.

#### Giardino inglese

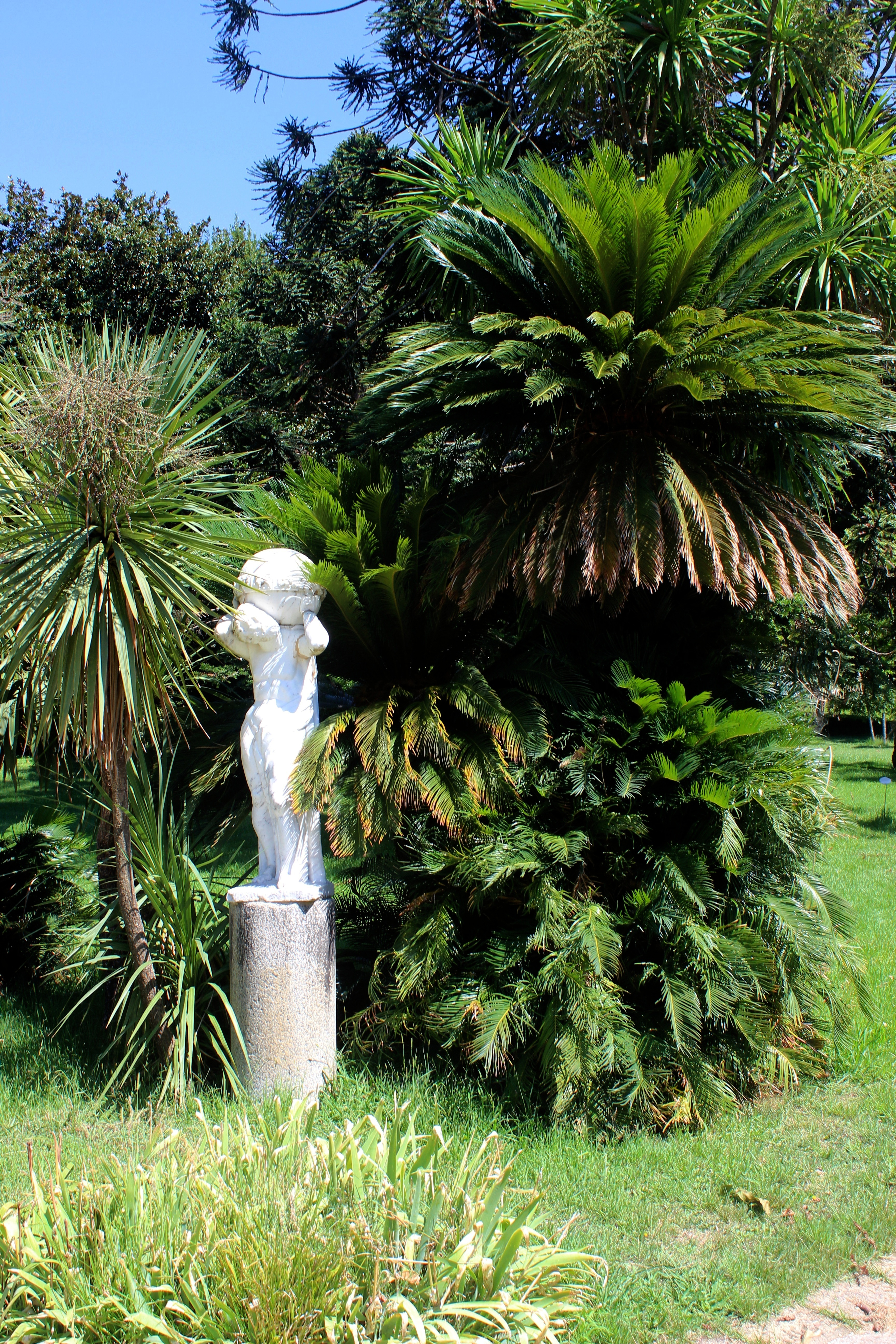
Atlante che sostiene la volta celeste sotto un'Araucaria

Il giardino inglese fu voluto dalla regina Maria Carolina su consiglio della sorella Maria Antonietta e del ministro inglese a Napoli Lord William Hamilton, seguendo la scia della moda illuminista che si diffondeva in quegli anni in Europa. Nel 1785 i reali approcciarono i primi contatti con il giardiniere e botanico inglese John Andrew Graefer: dopo aver accettato la proposta e trasferitosi a Caserta, iniziarono, nel 1786, i lavori, sovvenzionati con il patrimonio personale di Maria Carolina; nel suo genere fu uno dei primi giardini inglese a essere creato in Italia. A Graefer, che abitò in un casino all'interno del giardino, fu affiancato Carlo Vanvitelli, che si occupava anche della reggia: il rapporto tra i due non fu tra i migliori. Il botanico inoltre viaggiò in tutto il regno per reperire nuove piante, riuscendo anche a ottenere sementi ed esemplari provenienti da Giappone, Cina e Australia, coltivandoli e creando specie ibride e rare: vennero piantumate piante esotiche come la camelia, per la prima volta in Europa e arrivata direttamente dal Giappone, e aloe, agave, acacia, banksia, tassi, cedro del Libano e l'albero della canfora. Inoltre Graefer, studiando la composizione del terreno, riuscì ad adattare i vari tipi di piante, sfruttando, per l'irrigazione, anche la rete di canali che utilizzavano l'acqua proveniente dall'acquedotto Carolino, integrandole alle scenografie delle rovine che furono ricreate artificialmente. Il conte Carlo Gastone Della Torre di Rezzonico così scriveva:
(Carlo Gastone Della Torre di Rezzonico)
Poco tempo dopo però l'interesse della regina per il giardino andò scemando, tant'è che dal 1788 i lavori furono seguiti da Ferdinando IV: tuttavia non vennero completati a causa delle guerre in corso. Nello stesso anno Lord Hamilton, in una lettera a Joseph Banks, un botanico inglese scriveva:
(William Hamilton)

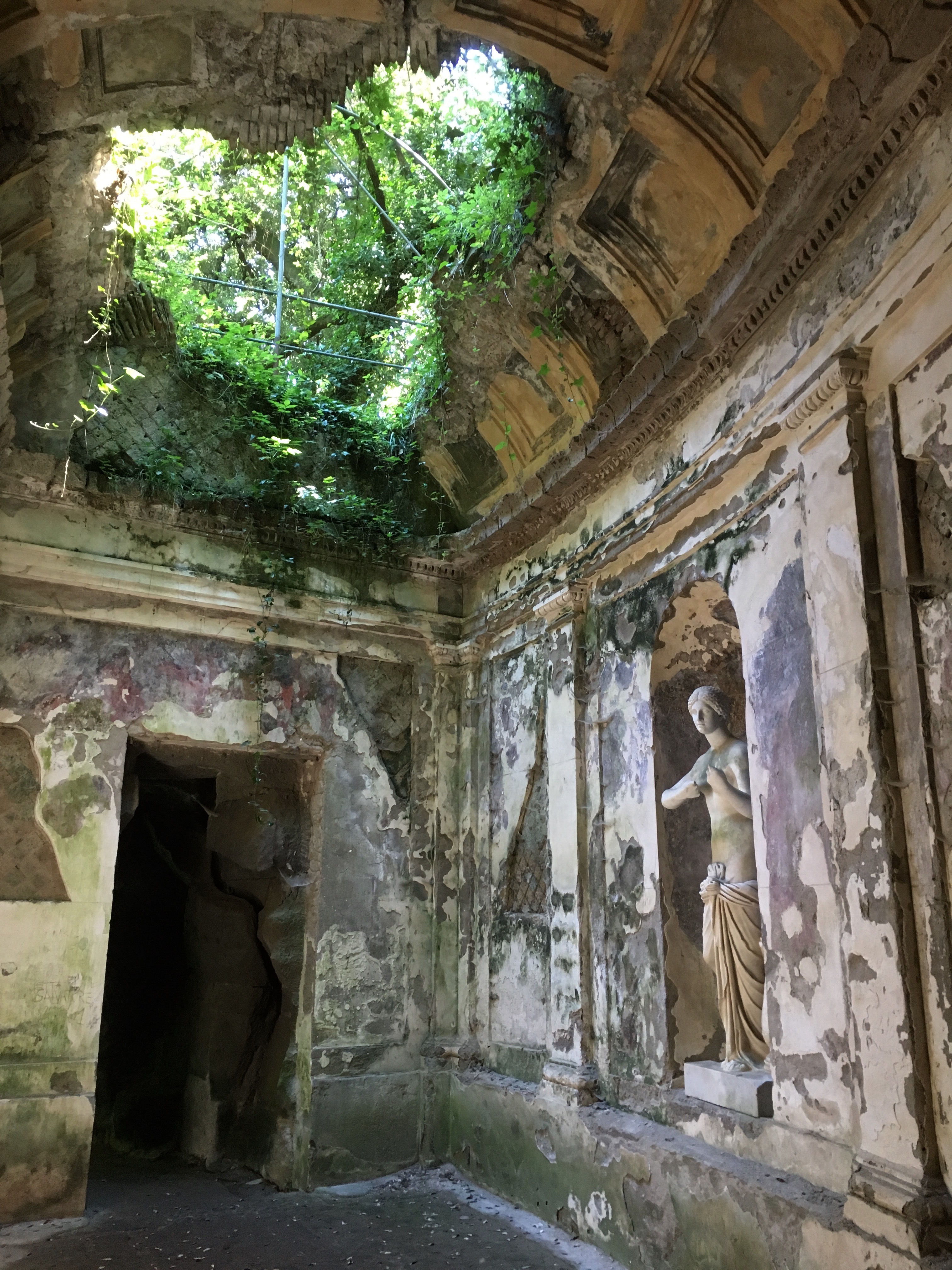
Criptoportico

Nel 1790 il giardino già aveva assunto una forma ben definita: le piante e i semi vennero inoltre prelevati anche da diverse zone circostanti come dal lago di Lucrino, dal litorale tra Baia e Posillipo, dall'isola di Capri e dalla costiera amalfitana; nel 1793 furono inoltre messi a dimora quattrocento meli e cento peri selvatici per la frutteria. Divenne anche luogo di riproduzione di numerose specie vegetali che venivano poi trasferite in altri siti reali come il parco di Capodimonte o alla reggia di Portici, oppure essere venduti a dei vivai.
Con l'abbandono della reggia da parte della corte reale a seguito dell'invasione francese nel 1798, Graefer lasciò il giardino, le cui cure vennero ereditate dai figli Carlo, Giorgio e, in particolare, Giovanni, il quale, nel 1803, portò alle stampe il primo numero di un periodico sulle nuove piante di essenze coltivate. I figli di Graefer, che gestirono il giardino durante la repubblica napoletana, il decennio francese e le due restaurazioni borboniche, seppero continuare egregiamente il lavoro del padre, migliorando il parco e incrementando l'attività del vivaio: fu infatti in questo periodo che venne eliminato il labirinto, inserite due vasche per le piante acquatiche, vennero creati i giardini per la piantumazione di bulbi e un'ananasseria. L'incremento e la vendita delle piante, come quelle degli alberi da frutta verso la Francia, portò a un aumento dei guadagni, permettendo al giardino di migliorare ulteriormente: infatti i siti reali borbonici dovevano autosostenersi finanziariamente per non gravare sulle finanze del regno.
Successivamente il giardino, definitivamente concluso nel 1826, che assunse il nome di Real Giardino Inglese ed Orto Botanico di Caserta, fu curato dai botanici Geremia Ascione, Vincenzo Petagna, Michele Tenore, Giovanni Gussone e Nicola Terracciano, i quali continuarono sia l'attività di sperimentazione sia quella di abbellimento. Nel 1829, mente era alla guida Gussone, furono riorganizzate le serre e la fornitura idrica, furono pubblicati cataloghi trimestrali sulle piante riprodotte e vendibili e sistemate le piante: ad esempio, quelle che in autunno assumevano un colore rosso, furono raggruppate con alle spalle un gruppo di sempreverdi in modo da esaltarne il colore. A seguito dell'unità d'Italia il giardino cadde in un lungo periodo di oblio: nuovi restauri ripartirono dal 1982.
Alla fine del giardino all'italiana, alla destra della fontana di Diana e Atteone, si trova l'ingresso del giardino inglese: ha una superficie di 23 ettari e si divide in una parte orientale detta silvestre e una occidentale detta coltivata, conservando ancora il suo aspetto originario. L'ingresso è caratterizzato a sinistra dalla statua di una sfinge e a destra, sotto un'Araucaria, Atlante che sostiene la volta celeste; sulla destra sono messe a dimora le palmizie, mentre sulla sinistra le cicacidi. Proseguendo verso sinistra, delle rovine romane, provenienti dagli scavi di Pompei, sono disposte a ricostruire un tempio dorico e accolgono l'area delle cactaceae.

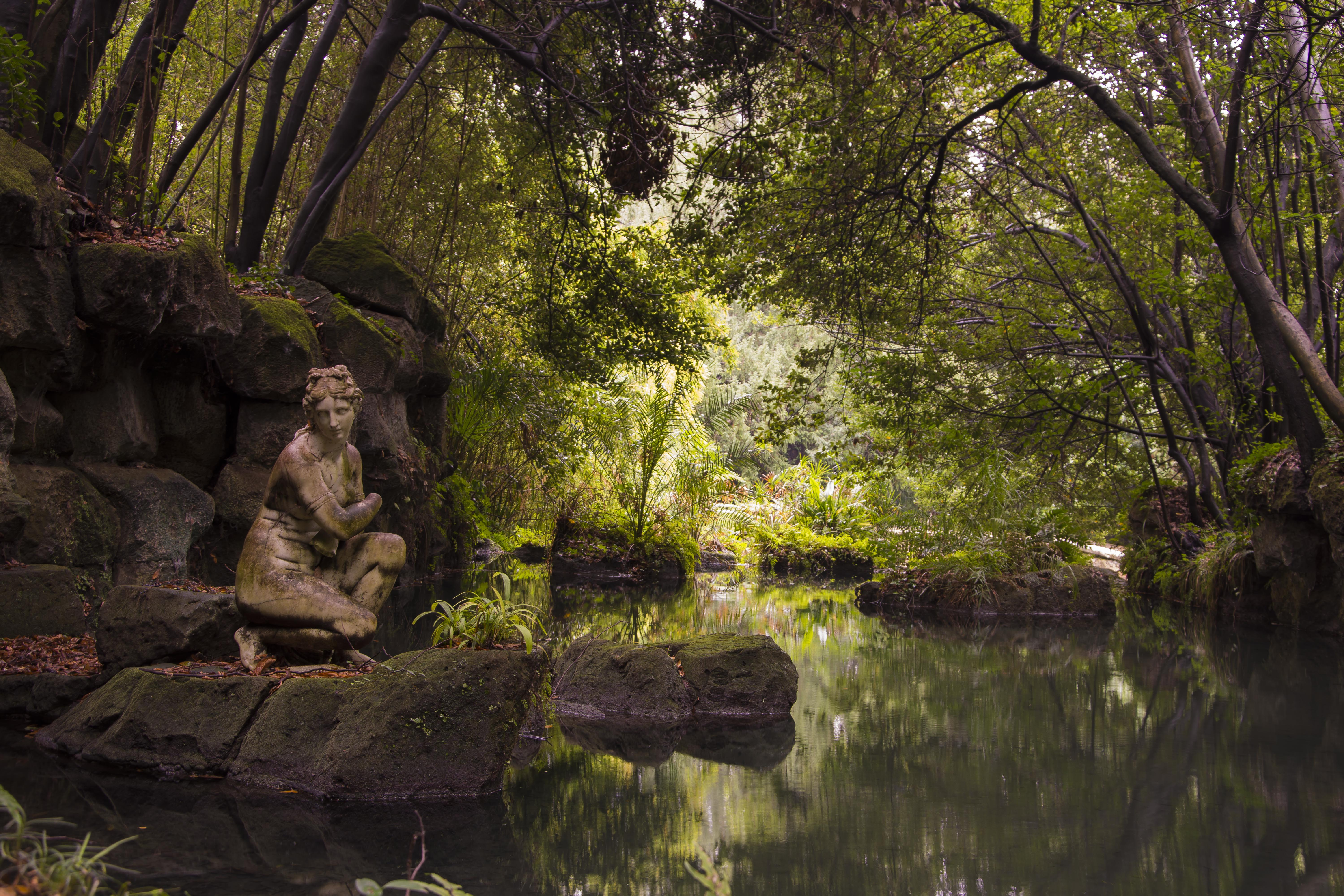
Bagno di Venere

Sulla sommità della collina è posta l'aperia: secondo i progetti originari di Vanvitelli doveva essere una zona per la raccolta delle acque, mai realizzata, in modo tale da permettere il funzionamento delle fontane anche in caso di un guasto all'acquedotto Carolino, mentre durante il decennio francese venne trasformato in un'aperia per l'allevamento delle api e la produzione di miele; nel 1828 venne riconvertita in una serra con la realizzazione di ambienti caldi e freddi per le colture forzate. La struttura è a forma di emiciclo, in stile neoclassico, con al centro una statua raffigurante Flora, realizzata da Tommaso Solari nel 1761. L'area intorno all'aperia era, in passato, suddivisa in cinque scolle, così erano chiamate gli appezzamenti di terra dove venivano coltivati alberi a medio e grande fusto; inoltre, nella stessa zona, sono presenti le coltivazioni di rose in vaso.
Seguendo un sentiero costeggiato da alberi sempreverdi e macchia mediterranea si giunge alla Piramide, circondata da Yucca ed erba delle Pampa e sullo sfondo una magnolia grandiflora, cedri, alberi di Giuda e cerri. Lungo il percorso per la fontana del Pastore si incontrano numerosi specie arboree come cipressi, platani, un pino nero, un boschetto di agrifogli, le prime camelie che vennero importate in Europa per volere di Graefer, ginkgo biloba, viburni ed eucalipti: la fontana del Pastore, contornata da felci, papiri e capelvenere, si presenta con una statua del pastore mentre suona un flauto a canne e la musica è il continuo scrosciare dell'acqua.
Ci si addentra in un sinuoso passaggio ricreato tramite l'utilizzo di massi di tufo: durante il tragitto, un'apertura offre una veduta fugace sul laghetto e sulla schiena della statua di Venere; la fine del sentiero è segnata da un bosso e si giunge al lago di Venere così chiamato per la statua della divinità, scolpita da Tommaso Solari nel 1762 in marmo di Carrara, intenta a specchiarsi delle acque. Un vialetto lungo le sponde del lago, abbellito con diversi tipi di palme e alloro, conduce al criptoportico: disegnato da Carlo Vanvitelli, ha l'ingresso principale seminascosto da un tasso dalle cui radici sgorga l'acqua, ricreando quindi una sorta di sorgente, su ispirazione del mito germanico dell'albero Yggdrasill. Il criptoportico ha la forma di un tunnel semicircolare, ricavato in una vecchia cava di pozzolana, a imitare un tempio antico in rovina, con pareti in tufo, da cui pezzi mancanti di intonaco mostrano l'opus reticolatum: la volta è a botte, con delle finte crepe, mentre il pavimento è a mosaico con marmi colorati; l'interno è abbellito con colonne, pilastri e undici statue provenienti dagli scavi di Pompei e della collezione Farnese. Carlo Castone, nel 1789, così scriveva:
(Carlo Castone)

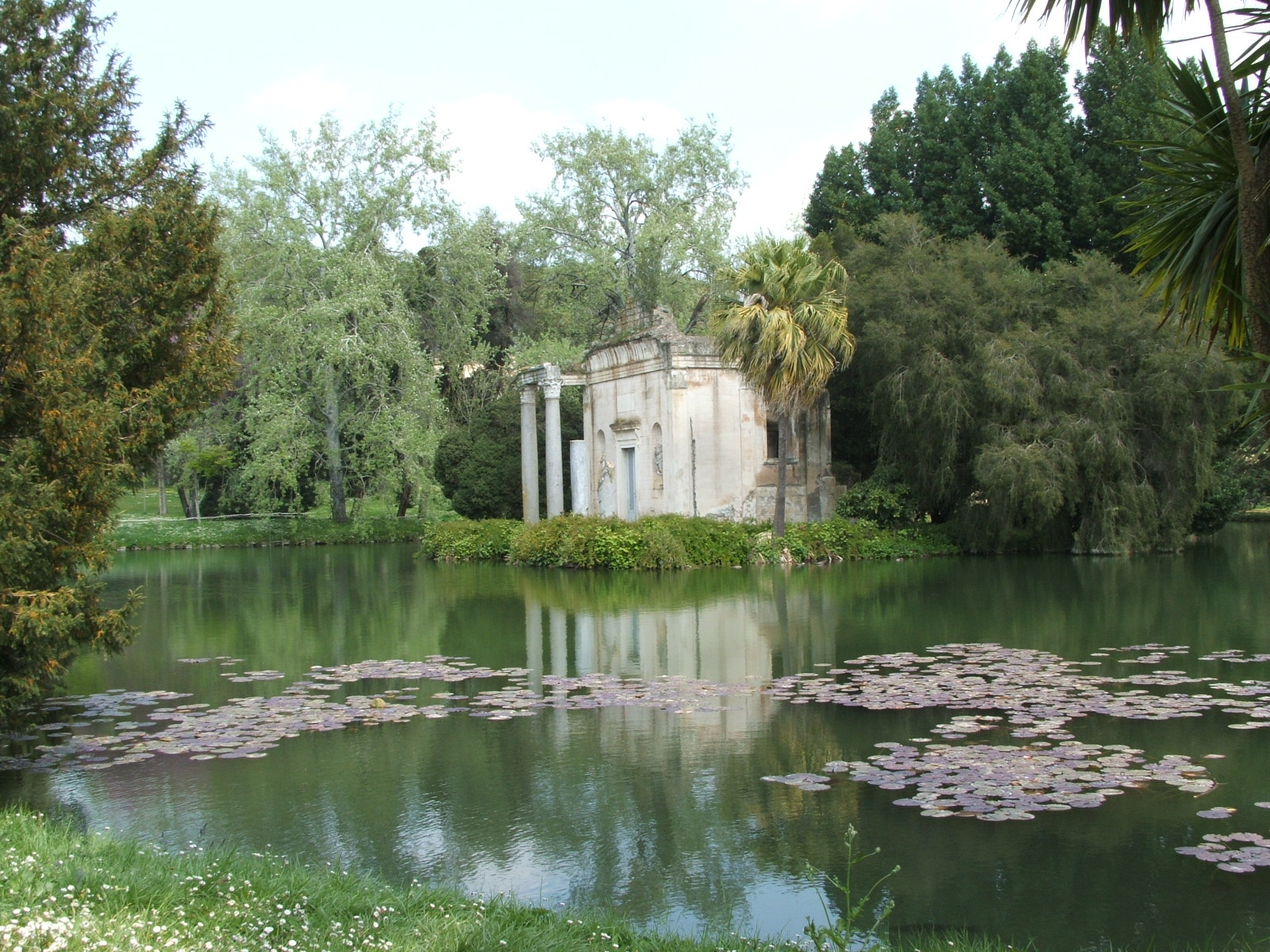
Lago

Ritornando al lago di Venere, dopo una piccola cascata, parte un fiume, il quale, dopo un'ennesima cascata, sfocia in un lago: questo presenta una vegetazione fatta di ninfee ed è caratterizzato da due isole, di cui, la più piccola, con alberi di cipressi, ha un padiglione per ospitare cigni e altri uccelli acquatici, mentre, sulla più grande, con vegetazione formata da Camelia japonica, Taxus baccata e Melaleuca styphelioides, è edificato un tempio in rovina; questo venne iniziato da Carlo Vanvitelli ma fu poi concluso nel 1829 utilizzando materiali di recupero, in particolare rocchi di colonne e capitelli provenienti da Pompei e Roma.
Superato il lago, in una vallata, si apre una zona pianeggiante caratterizzata da ampi viali con alberi disposti singolarmente o a gruppi: sul lato sud è posto l'altro ingresso al giardino, nei pressi del ponte di Sala. Qui un bosco di querce e allori racchiude un tempietto semicircolare: in origine questo doveva essere circondato da un labirinto ma Maria Carolina, in contrasto con le idee di sir Hamilton e Graefer lasciò decidere al marito Ferdinando, il quale optò di convertire la zona per una più redditizia coltivazione di mais e solo successivamente destinato a bosco. Addossato al muro di cinta che separa il giardino inglese dal resto del parco, preceduto da un sentiero con un doppio filare di cipressi, è la facciata di una cappella.

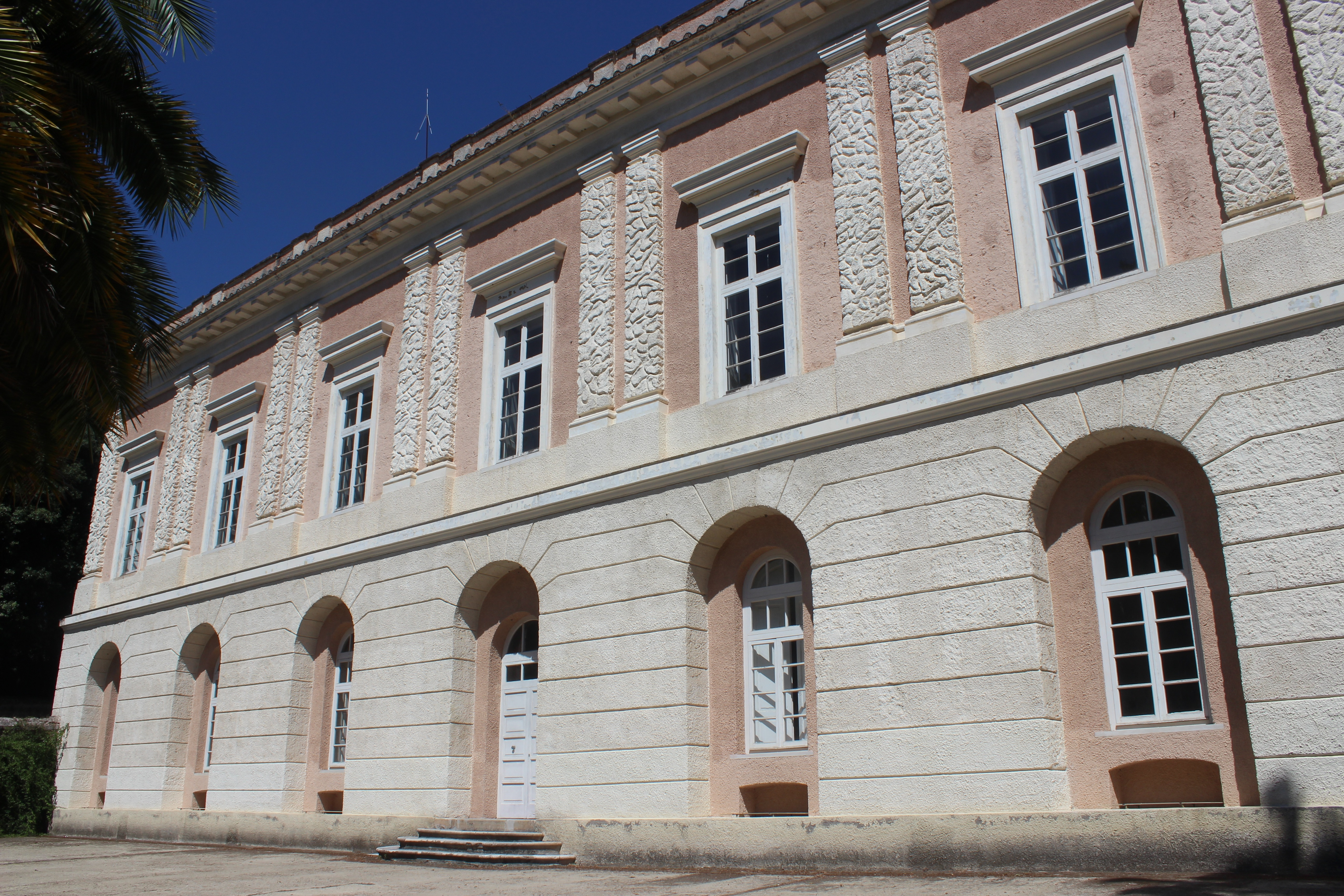
Palazzina inglese

Continuando la risalita, costeggiata da alberi come magnolie, querce, olivi e platani, si oltrepassa la zona dedicata alla coltivazione degli alberi di agrumi, per poi arrivare all'orto botanico-agrario, ossia quella parte del giardino dedicata alla produzione di sementi e pianti nonché alla ricerca e alla sperimentazione: si tratta di quattro serre edificate su delle terrazze, di cui una con tetto in vetro e riscaldata e tre in muratura, unite tra loro tramite un sentiero centrale. Fu grazie a queste serre, dove durante l'inverno venivano protette le piante più preziose del giardino, che si potettero riprodurre specie provenienti dalla Cina, dal Giappone e dall'Australia; sulle terrazze sono presenti delle vasiere per la messa a dimora delle piante per le aree ombreggiate.
La cosiddetta palazzina inglese o casa del giardiniere, nei cui pressi sono poste delle Strelitzia e, nei pressi del muro di cinta, passiflora e rose rampicanti, è composta da due piani: costruita tra il 1790 e il 1794 da Carlo Vanvitelli, prima come luogo di ristoro per la corte, ma poi riutilizzata come abitazione e deposito di Graefer, ha un pianterreno, che funge quasi da basamento, e un primo piano con facciata caratterizza da colonne in ordine dorico e cornicione con medaglioni. Il pianterreno ha undici stanze, mentre il primo piano ne ha dodici, sei davanti e sei sul retro: completano la struttura il sottotetto e un deposito per le sementi e gli attrezzi; davanti alla casa sono poste delle palme. Nell'area della casa è anche un acquario, ossia una vasca circolare per la coltivazione delle piante acquatiche, e il rosaio.

## Cultura di massa
- La reggia di Caserta è stata utilizzata come ambientazione per scene di diversi film come ad esempio per due episodi della saga di Guerre stellari, ossia Star Wars: Episodio I - La minaccia fantasma e Star Wars: Episodio II - L'attacco dei cloni, ma anche per Mission: Impossible III, Angeli e demoni[1], Donne e briganti, Ferdinando I° re di Napoli, Il pap'occhio, Sing Sing, Li chiamarono... briganti!, Ferdinando e Carolina, Io speriamo che me la cavo, Giovanni Paolo II, I due Papi[94] e Conclave[95][96].
- Nel 1969 il parco della reggia ospitò una puntata del programma televisivo Giochi senza frontiere.
- Nel 2019, durante la XXX Universiade, il parco ha ospitato le gare di tiro con l'arco.